# L'Échange (film, 2008)
Vous lisez un « article de qualité » labellisé en 2010.
Pour les articles homonymes, voir L'Échange.
Pour plus de détails, voir Fiche technique et Distribution.
L'Échange (Changeling) est un film de procès américain réalisé par Clint Eastwood sorti en 2008.
Le scénario, écrit par Joseph Michael Straczynski, s'inspire de faits réels (dont les meurtres de Wineville) qui se sont déroulés en 1928 à Los Angeles. Il raconte l'histoire d'une mère, interprétée par Angelina Jolie, dont le fils est enlevé et qui est confrontée à la corruption des autorités de la ville. L'Échange traite plusieurs thématiques, dont le sexisme envers les femmes et la violence faite aux enfants.
Après avoir pris connaissance de cette affaire au Los Angeles City Hall, Straczynski passe une année de recherche sur les faits historiques ; il a déclaré que 95 % du script proviennent de près de 6 000 pages de documentation. La plupart des rôles sont d'ailleurs inspirés de personnes réelles. C'est la première version de son script qui est choisie pour le tournage. Pour Straczynski, il s'agit de son premier scénario adapté au cinéma, après des créations pour la télévision.
Lors de la préproduction du film, Ron Howard est d'abord pressenti pour la réalisation du film, mais d'autres projets l'empêchent de travailler sur ce tournage et Clint Eastwood le remplace. Howard et Imagine Entertainment collaborent avec Brian Grazer pour produire le film aux côtés de la Malpaso Productions, alors qu'Universal Pictures finance et distribue le film. Plusieurs acteurs se présentent pour le film, mais Clint Eastwood choisit Angelina Jolie pour son visage, car il lui semble correspondre à la période du film. La distribution comprend également John Malkovich, Jeffrey Donovan, Jason Butler Harner, Michael Kelly et Amy Ryan. Le tournage débute le 15 octobre 2007 à Los Angeles et se termine en décembre de la même année.
L'Échange est projeté pour la première fois au cours du 61e Festival de Cannes, le 20 mai 2008, où il connaît un certain succès critique. À la suite de cette première projection, une sortie limitée est organisée aux États-Unis le 24 octobre 2008. Le film sort finalement le 31 octobre 2008 dans ce même pays et le 12 novembre en France. La réaction des critiques est plus mitigée qu'à Cannes. Finalement, le film réalise une recette mondiale de 113 000 000 de dollars. Pour Eastwood, ce film occupait, en 2010, la 9e place parmi les performances de ses réalisations au box-office. L'Échange se retrouve nommé à de nombreux prix dans plusieurs festivals ou cérémonies de récompenses, mais il ne remporte pas de récompense majeure.

## Synopsis
Los Angeles, 1928. Christine Collins (Angelina Jolie), mère célibataire et opératrice téléphonique, laisse à la maison son fils de neuf ans, Walter (Gattlin Griffith) pour aller travailler. Alors que son supérieur lui propose une promotion, Christine manque le tramway qui devait la ramener chez elle. Le soir, quand elle rentre, elle retrouve la maison vide. Quelques mois plus tard, le chef du Los Angeles Police Department (LAPD) informe Christine que Walter a été retrouvé vivant et en bonne santé. Désireuse de redorer son blason après de récentes critiques, la police décide de convier la presse aux retrouvailles de la mère et de l'enfant. Mais, contre toute attente, et malgré le fait que « Walter » (Devon Conti) assure être le fils de Christine, cette dernière ne le reconnaît pas. Le capitaine J. J. Jones (Jeffrey Donovan), chef de la brigade des mineurs de Los Angeles insiste et fait pression sur Christine qui accepte de recueillir le garçon chez elle.
Christine met rapidement en évidence des différences physiques entre le jeune garçon et Walter, et en informe le capitaine Jones qui décide d'envoyer un médecin (Peter Gerety) sur place pour étudier cela. Ce dernier explique à Christine que son « fils » a rapetissé à la suite d'un tassement de sa colonne vertébrale provoqué par les mauvaises conditions de détention qu'il a subies. Il explique également la circoncision du garçon par la volonté hygiéniste de son ravisseur. Après le rapport du médecin à la presse, les journalistes se déchaînent contre Mme Collins, l'accusant de rejeter ses responsabilités de mère. Néanmoins, plusieurs personnes acceptent d'aider Christine. Ainsi, le révérend Gustav Briegleb (John Malkovich), animateur très influent et célèbre d'une radio protestante, l'aide à garder espoir et à témoigner contre la police en lui conseillant de faire une intervention dans les médias. Le dentiste et l'institutrice de Walter se joignent également à elle et signent tous deux des documents attestant que le jeune garçon est un imposteur.
Le capitaine Jones réagit très violemment à cette attaque directe contre son département. Pour la faire taire, il hospitalise de force Christine au département psychiatrique de l'hôpital du comté de Los Angeles prétextant un comportement qu'il juge dangereux envers elle-même. Là-bas, elle se lie d'amitié avec Carol Dexter (Amy Ryan) qui lui dit qu'elle est également victime, comme bien d'autres femmes, des forces de l'ordre. Son médecin (Denis O'Hare) lui demande de signer un papier qui atteste qu'elle a menti, que la police n'est pas en faute, sans quoi, elle ne sortira pas de l'hôpital, mais Christine refuse.
Le révérend Briegleb se rend rapidement compte de la disparition de Christine et se plaint auprès de la police de Los Angeles de son incompétence, sa corruption et ses erreurs judiciaires ; brutalement dirigée par James E. Davis (Colm Feore), chef du Los Angeles Police Department.
En parallèle, le détective Ybarra (Michael Kelly) voyage dans un ranch de Wineville, dans le comté de Riverside, pour arrêter Sanford Clark (Eddie Alderson), un immigré de quinze ans. L'oncle du garçon, Gordon Northcott (Jason Butler Harner), s'enfuit, alerté par la visite du détective. Sanford, avant de rentrer au Canada, avoue au détective que son oncle l'a forcé à l'aider pour enlever des enfants, et les tuer ensuite. Il déclare à l'inspecteur avoir commis environ vingt meurtres et identifie Walter comme une victime possible.

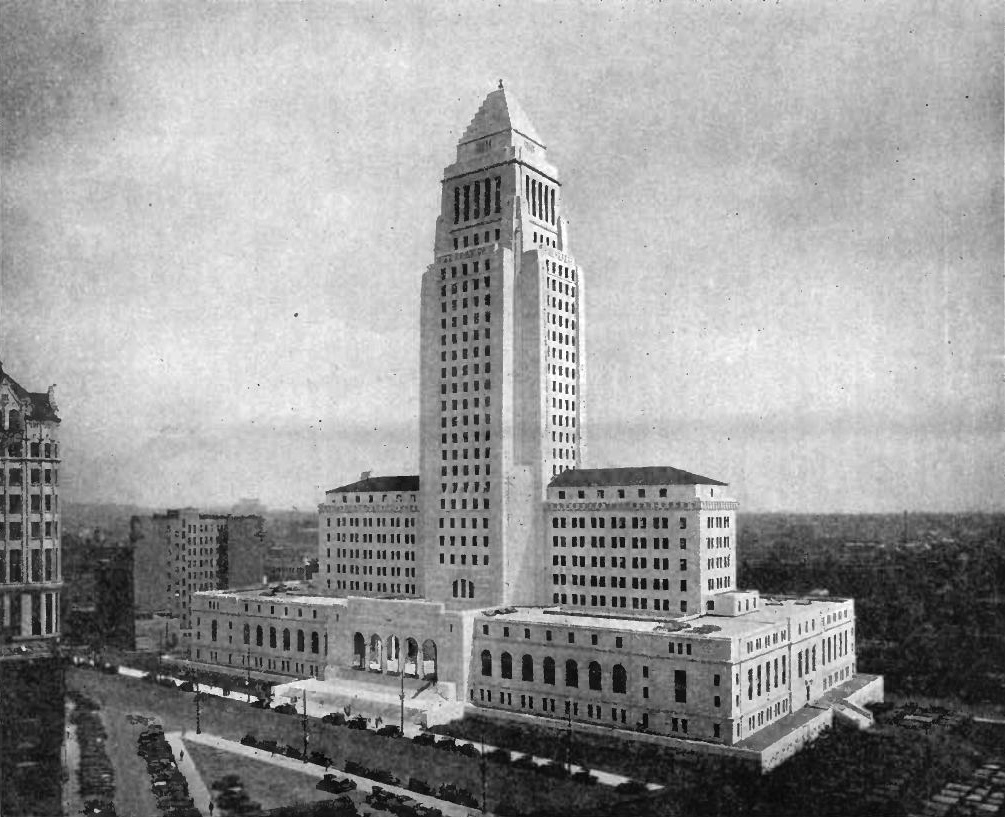
Le Los Angeles City Hall (1930), où a lieu le rassemblement des manifestants contre le régime corrompu.

Le capitaine Jones ordonne au détective de renvoyer Clark au Canada, mais Ybarra ne l'écoute pas, perturbé par ce qu'il vient d'entendre. Celui-ci demande alors à Sanford Clark de lui révéler les lieux du crime et y découvre des ossements humains. Grâce à cette découverte, le révérend Briegleb fait libérer Christine Collins. Alors, le faux Walter avoue les raisons de son mensonge : venir à Los Angeles pour voir son acteur favori, Tom Mix ; il déclare de plus que la police lui avait demandé de mentir au sujet de son identité. Gordon Northcott est arrêté à Vancouver à la suite d'un avis de recherche. Aidée de S. S. Hahn (Geoff Pierson), un célèbre avocat, Christine Collins libère les autres femmes de l'hôpital psychiatrique, où elles avaient été enfermées à tort, et porte plainte contre le LAPD.
Le jour de l'instruction, Christine et Briegleb découvrent en arrivant à l'audience des centaines de manifestants, protestant contre le régime corrompu et demandant des réponses à la ville. L'audience est entrecoupée par des scènes du procès de Gordon Northcott. La cour ordonne que Jones et Davis démissionnent de leurs postes respectifs et qu'une réforme des lois sur l'internement se mette rapidement en place. Dans le procès de Gordon Northcott, les jurés le condamnent à deux ans d'emprisonnement en cellule d'isolement puis à une condamnation à mort par pendaison le 2 octobre 1930.
Deux ans plus tard, Christine continue toujours ses recherches lorsqu'un télégramme de Gordon Northcott lui parvient. Ce dernier lui dit qu'il accepte d'avouer le meurtre de Walter si elle accepte de lui rendre visite avant son exécution. Cette dernière se rend au rendez-vous, mais Gordon Northcott refuse de lui dire s'il a tué ou non son fils. Il est exécuté le lendemain.
En 1935, David Clay (Asher Axe), un des enfants supposés avoir été tués, réapparaît. Il explique aux policiers qu'il est parvenu, en fait, à s'échapper avec deux autres garçons, dont Walter. Ce dernier l’a aidé à fuir, car David était coincé et n’aurait pas pu s’enfuir seul.
Malheureusement, ils furent séparés et David Clay n’a jamais su ce qui leur était arrivé, ni si ces deux garçons étaient en vie ou non.
Le film se termine sur Christine retournant chez elle, remplie d'espoir.

## Fiche technique
- Titre original : Changeling (d'abord présenté sous le titre The Exchange au Festival de Cannes[2],[N 2],[N 3])
- Titre francophone : L'Échange
- Réalisation : Clint Eastwood
- Scénario : Joseph Michael Straczynski
- Musique : Clint Eastwood
- Photographie : Tom Stern
- Montage : Joel Cox et Gary D. Roach
- Décors : James J. Murakami
- Direction artistique : Patrick M. Sullivan Jr.
- Costumes : Deborah Hopper
- Production : Clint Eastwood, Brian Grazer, Ron Howard et Robert Lorenz
- Sociétés de production : Imagine Entertainment, Malpaso Productions et Relativity Media
- Société de distribution : Universal Pictures
- Budget : 55 000 000 $[3]
- Pays de production :  États-Unis
- Langue originale : anglais
- Formats : noir et blanc[N 4] et couleur - 35 mm - 2.35:1 - SDDS[4]
- Genres : thriller, drame
- Durée : 141 minutes
- Classification : R (restricted) aux États-Unis[N 5], U en France[N 6], « 13+ » au Québec[N 7]
- Principales dates de sortie :
Voir toutes les sorties par pays.
  - France : 20 mai 2008 (Festival de Cannes), 12 septembre 2008 (Festival de Deauville), 12 novembre 2008 (sortie nationale)
  - États-Unis : 4 octobre 2008 (Festival de New York), 24 octobre 2008 (sortie limitée), 31 octobre 2008 (sortie nationale)
  - Belgique et Suisse romande : 12 novembre 2008
- Lieux de tournage[5] :
Voir tous les Tournage et montage.
  - Pasadena (dont une partie à la Daniel Webster Elementary School)
  - Long Beach
  - Los Angeles
  - San Bernardino (dont une partie au Santa Fe Railroad Depot)
  - San Dimas
  - Universal Studios
  - Vermont

## Distribution

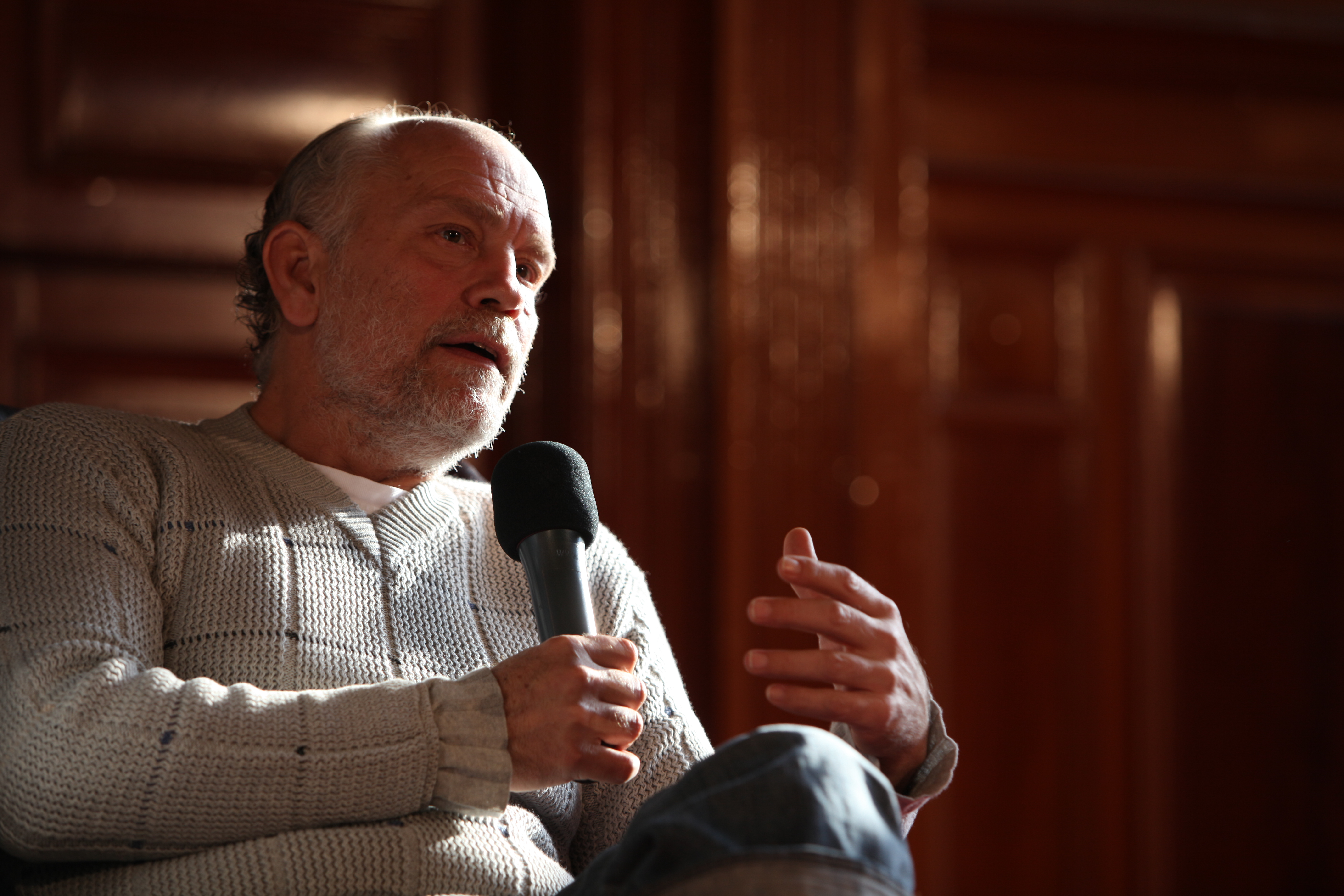
John Malkovich interprète le révérend Briegleb.

- Angelina Jolie (VF : Françoise Cadol, VQ : Hélène Mondoux) : Christine Collins
- John Malkovich (VF : Thibault de Montalembert, VQ : François Godin) : le révérend Briegleb
- Michael Kelly (VF : Jean-Philippe Puymartin, VQ : Antoine Durand) : le lieutenant Lester Ybarra
- Colm Feore (VF : Michel Derville, VQ : Alain Fournier) : James E. Davis, le chef du Los Angeles Police Department
- Amy Ryan (VF : Laurence Crouzet, VQ : Marie-Andrée Corneille) : Carol Dexter, la prostituée internée
- Riki Lindhome : l'infirmière à l'asile
- Jeffrey Donovan (VF : Lionel Tua, VQ : Jean-François Beaupré) : le capitaine J. J. Jones
- Jason Butler Harner (VF : Jérôme Pauwels , VQ : Benoît Éthier) : Gordon Northcott
- Geoff Pierson (VF : Bernard Tiphaine, VQ : Mario Desmarais) : Sammy Hahn
- Denis O'Hare (VF : Jean-Luc Kayser, VQ : Daniel Picard) : le docteur Jonathan Steele
- Devon Conti (VF : Tom Trouffier) : Arthur Hutchins (le faux Walter Collins)
- Eddie Alderson (VQ : Léo Caron) : Sanford Clark
- Gattlin Griffith (VF : Anatole Lebon, VQ : Léa Roy) : Walter Collins
- Peter Gerety (VF : Richard Leblond, VQ : Thiéry Dubé) : le docteur Earl Tarr
- Reed Birney (VF : Mario Pecqueur, VQ : Jean-François Blanchard) : le maire George Edward Cryer
- Frank Wood (VF : Gérard Darier, VQ : Frédéric Desager) : Ben Harris, le supérieur de Christine Collins
- Asher Axe (VF : Anton Coulpier) : David Clay, le garçon retrouvé
- Morgan Eastwood : la jeune fille à tricycle
- Peter Breitmayer (VF : Patrice Dozier) : le président Thorpe

Sources et légende : version française (VF) sur Allodoublage, version québécoise (VQ) sur Doublage Québec.

## Contexte historique

### Histoire

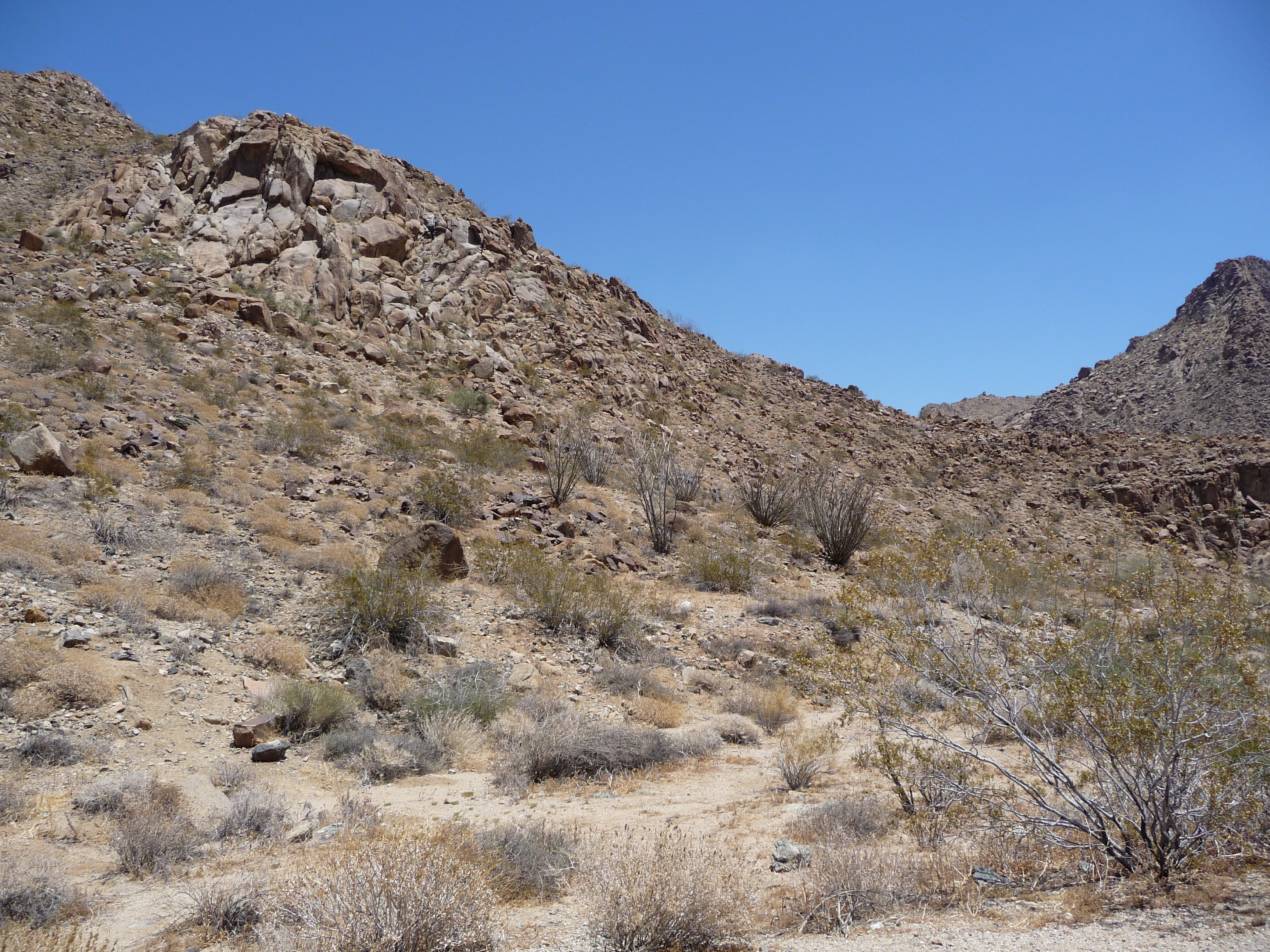
Désert du Comté de Riverside où sont retrouvés les restes des enfants disparus.

En 1926, Gordon Stewart Northcott amène dans son ranch son neveu de treize ans, Sanford Clark, qui vivait jusqu'alors chez ses parents en Saskatchewan, au Canada. Dans ce ranch de Wineville (en Californie), Northcott frappe Clark et abuse de lui sexuellement pendant presque deux ans, jusqu'à ce que la police se rende sur place en août 1928, à la suite d'une dénonciation émise par un membre de la famille. Sanford Clark révèle alors à la police qu'il a été forcé d'aider Northcott et sa mère, Sarah Louise Northcott, à tuer plusieurs jeunes garçons enlevés et violés par son oncle,. Lors de la fouille de la ferme, la police ne trouve sur place aucun corps — Sanford leur ayant dit que son oncle les enterrait dans le désert — mais découvre des restes humains, des haches maculées de sang, ainsi que des effets personnels ayant appartenu aux enfants disparus. Les Northcott tentent de fuir au Canada, à Vancouver, mais ils sont rapidement arrêtés et extradés vers les États-Unis. Sarah Louise avoue rapidement avoir commis ces meurtres, notamment celui de Walter Collins. Elle se rétracte toutefois peu après, tout comme son fils Gordon, qui avait confessé le meurtre de cinq garçons.
Après sa libération du Los Angeles County Hospital où elle avait été enfermée pour avoir dérangé les forces de l'ordre, en affirmant que l'enfant qu'on lui a rendu n'est pas le sien, Christine Collins poursuit la police en justice à deux reprises, gagnant le second procès. Le capitaine Jones est alors condamné à lui verser la somme de 10 800 $, dette dont il ne s'acquittera jamais. Le juge ordonne de plus que Jones et Davis démissionnent de leurs postes respectifs. Démis de leurs fonctions, ils sont néanmoins réhabilités quelques années plus tard. La législature de l'État de Californie déclare également qu'il est désormais illégal pour la police de pratiquer l'internement en psychiatrie sans l'obtention préalable d'un mandat. Northcott est reconnu coupable des meurtres de Lewis Winslow (12 ans) et Nelson Winslow (10 ans), ainsi que de celui d'un enfant mexicain non identifié. Bien qu'il avoue avoir tué une vingtaine de jeunes garçons (avant de se rétracter), les condamnations ne portent que sur ces trois meurtres,. Northcott est exécuté par pendaison en octobre 1930. Sarah Louise, accusée du meurtre de Walter Collins, purge une peine d'une douzaine d'années d'emprisonnement. En 1930, les habitants de Wineville changent le nom de leur ville et la rebaptisent Mira Loma pour faire oublier la notoriété de l'affaire rattachée à leur ville.

### Chronologie des faits
- 1919 :
  - Walter Collins naît.
- 1926 :
  - James E. Davis devient directeur de la LAPD
- 1928 :
  - 9 mars : Walter Collins se bat à l'école.
  - 10 mars : Christine Collins revient de son travail, son fils n'est pas à la maison. Il a disparu.
  - 25 mars : le révérend Gustav Briegleb prêche contre la police corrompue.
  - 3 avril : Christine Collins appelle plusieurs associations pour demander de l'aide dans la recherche de son fils.
  - 18 août : un enfant, dont la description ressemble à celle de Walter Collins, est retrouvé dans l'Illinois.
  - 20 août : Christine Collins apprend que son fils a été retrouvé.
  - 15 septembre : Christine Collins est incarcérée dans un asile psychiatrique pour avoir nié que son fils avait été retrouvé. Sanford Clark, le neveu de Gordon Northcott, déclare à la police qu'il l'a aidé à tuer plus d'une vingtaine d'enfants.
  - 20 septembre : Gordon Northcott retourne chez sa sœur, au Canada.
  - 24 octobre : à la suite de l'emprisonnement de Christine Collins, Briegleb soulève une manifestation contre la corruption des forces de l'ordre.
- 1930 :
  - 30 septembre : Christine Collins reçoit un télégramme déclarant que Gordon Northcott souhaiterait lui dire la vérité au sujet de son fils si elle accepte de lui rendre visite avant son exécution.
  - 1er octobre : Christine Collins rend visite à Gordon Northcott. Mais ce dernier refuse finalement de lui dire la vérité.
  - 2 octobre : Gordon Northcott est exécuté par pendaison pour le meurtre de trois enfants.
- 1935 :
  - David Clay est retrouvé. Il s'agit d'un enfant qui a réussi à s'enfuir de chez Gordon Northcott, avant que ce dernier ne le tue. David déclare à la police s'être enfui à l'aide de plusieurs enfants, dont Walter Collins, enfant dont il n'a désormais plus de nouvelles. David affirme que Gordon oblige un enfant à tuer ceux qui sont enlevés.

## Production

### Développement

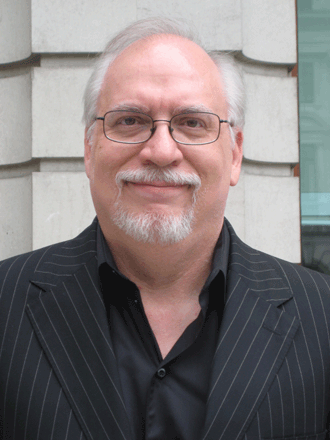
J. Michael Straczynski, scénariste du film.

Quelques années avant d'écrire L'Échange, J. Michael Straczynski, scénariste de télévision et ancien journaliste, est contacté par une source au Los Angeles City Hall qui l'informe qu'un certain nombre de documents d'archives s'apprêtent à être brûlés, et parmi eux, « quelque chose qu'[il] devait voir ». L'informateur avait découvert une transcription d'audiences de l'époque concernant l'affaire Collins. Straczynski est rapidement fasciné par cette affaire, fait des recherches, et écrit un premier scénario intitulé The Strange Case of Christine Collins (littéralement L'étrange affaire de Christine Collins). Plusieurs studios et producteurs indépendants se disent intéressés par le projet, mais celui-ci ne trouve jamais d'acheteur concret. Straczynski, n'ayant pas énormément de temps à accorder au projet, le met de côté jusqu'à ce que sa série télévisée Jeremiah soit définitivement arrêtée en 2004. Après avoir travaillé vingt ans en tant que scénariste et producteur de télévision, Straczynski décide alors de faire une pause. Il passe donc un an à travailler sur l'affaire Collins, à travers des archives criminelles, des rapports d'autopsies ou encore des comptes-rendus de procès. Il dit avoir collecté environ 6 000 pages de documentation sur les meurtres du poulailler de Wineville et l'affaire Collins, avant d'en connaître assez pour « savoir comment l'expliquer »,. Il écrit le premier jet du nouveau scénario en seulement onze jours. L'agent de Straczynski fait parvenir ce dernier au producteur Jim Whitaker qui le transmet à Ron Howard. Ce dernier décide immédiatement d'acheter le scénario.
En juin 2006, Universal Studios et Imagine Entertainment (la société de production d'Howard) achètent le scénario et décident de le faire réaliser par Ron Howard lui-même. Le film se trouve donc sur la petite liste de projets d'Howard, peu de temps après la sortie du Da Vinci Code. En mars 2007, Universal décide d'accélérer la production, mais, lorsque Ron Howard choisit de réaliser Frost/Nixon et Anges et Démons, il devient clair qu'il ne pourra pas commencer le tournage de L'Échange avant 2009. Howard abandonne alors l'idée de réaliser ce film, dont l'existence est ainsi compromise bien que le scénario suscite l'admiration dans l'industrie cinématographique. Ron Howard et son associé Brian Grazer commencent donc à chercher un nouveau réalisateur afin de reprendre en main ce projet et présentent le scénario à Clint Eastwood en février 2007, lequel accepte immédiatement de le réaliser. Eastwood explique que ses souvenirs de jeunesse lors de la Grande Dépression lui suscitent un intérêt particulier pour les projets traitant de cette période. Sa décision est aussi influencée par le fait que le scénario soit principalement basé sur l'affaire Collins plutôt que l'histoire de Northcott.

### Scénario
« L'histoire est tellement étrange que vous avez besoin en permanence de quelque chose qui vous rappelle que ce n'est pas fictif. Il m'a donc paru important de récolter un maximum de coupures de presse, parce que, parfois, vous arrivez à un moment de l'histoire où vous vous dites "Attends, il se fout de nous, c'est trop gros là !". Puis vous tournez la page et vous remarquez qu'il y a effectivement un article confirmant cette hypothèse. C'est pourquoi, en termes d'écriture du scénario, je suis resté très proche des faits. L'histoire est déjà assez extraordinaire comme ça ! »

— J. Michael Straczynski,

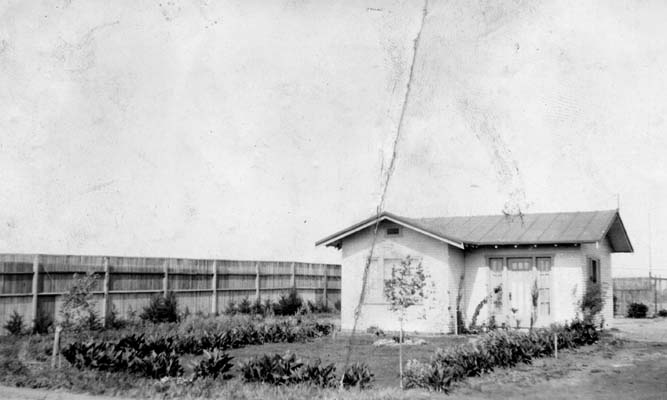
Le ranch de Gordon Northcott.

Straczynski se sert de son passé journalistique pour « prendre en main et mettre en forme le projet ». Il se base également sur son expérience d'écriture de séries policières pour les éléments juridiques de l'histoire. Straczynski explique qu'il a réuni tellement d'informations au sujet de l'affaire Collins qu'il est finalement très difficile d'expliquer clairement le dossier. Pour se faciliter la tâche, il laisse de côté le scénario quelque temps, afin que les points les moins importants disparaissent de sa mémoire et qu'il puisse se concentrer sur les aspects essentiels qu'il souhaite traiter. Il imagine deux triangles inversés : « le premier triangle, dont le sommet est en haut, est l'histoire des Collins. Plus le temps passe, et plus elle s'élargit, ayant de plus en plus d'impacts autour d'elle. Le second triangle, quant à lui, représente la situation de Los Angeles en 1928, et, au contraire, plus l'histoire de Christine Collins évolue, plus le triangle devient étroit et se resserre sur elle ». Une fois que Straczynski a cette image en tête, il sent qu'il est prêt à écrire l'histoire. Il décide de ne pas se focaliser sur les meurtres du poulailler de Wineville pour se concentrer sur l'histoire de Christine Collins. Straczynski dit même qu'elle est la seule personne de l'histoire dont la ténacité le fascine, tout comme les conséquences de son action sur le système pénal et légal californien : « mon intention était simple : honorer le combat de Christine Collins »,.
En décidant de mettre Christine Collins en avant, Straczynski se donne la mission de « retranscrire au mieux son histoire ». Il pense son projet comme un « article de cinéma » plutôt que comme un scénario normal,. Il reste toutefois très proche des faits historiques, l'histoire lui semblant déjà assez bizarre en l'état sans avoir besoin d'y incorporer des éléments fictifs. Straczynski prétend que 95 % du scénario provient de sources historiques. Il n'y a en effet que deux moments dans le script où il a dû « imaginer ce qu'il s'était passé ». Un de ces moments est le passage se déroulant dans l'unité psychiatrique, pour lequel il n'existe que très peu de témoignages. Straczynski écrit d'abord une version plus courte de l'incarcération de Christine Collins, mais son agent lui suggère de développer cette partie, donc il extrapole des évènements basés sur des pratiques et des témoignages d'institutions de ce genre à l'époque. C'est à ce moment qu'il introduit le personnage de Carol Dexter (joué par Amy Ryan), qui doit symboliser l'injustice que subissent les femmes de l'époque. Straczynski explique que ses études en psychologie et en sociologie lui ont énormément servi pour écrire cette séquence, mais aussi pour une autre séquence créée pour les besoins de l'intrigue, quand le Docteur Jonathan Steele (joué par Denis O'Hare) déforme les mots de Christine afin de la rendre confuse. Straczynski essaye également de rendre le dialogue authentique, en évitant les faux clichés de l'époque. Son expérience sur l'écriture de la série Babylon 5 l'aide à s'immerger dans un état d'esprit éloigné du sien : celui des extraterrestres pour la série, celui propre aux années 1920 pour L'Échange.

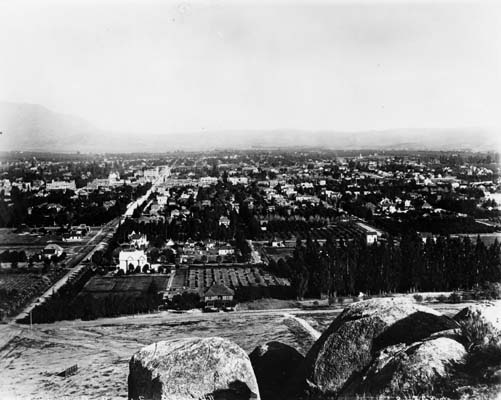
Riverside dans les années 1900, où ont eu lieu les faits historiques.

Straczynski décrit ses propres repères visuels qu'il dissémine dans le scénario, comme la scène où Sanford Clark se confie. Il choisit de juxtaposer le flashback de Clark, où l'on peut voir une hache qui tombe, à l'effritement de la cendre de cigarette du détective Ybarra. L'image est utilisée dans deux buts : elle constitue d'abord une corrélation esthétique entre la hache qu'il n'a pas brandie et la cigarette, mais elle symbolise également le fait qu'Ybarra est tellement bouleversé par la confession de Clark qu'il n'a pas bougé, ni même fumé, pendant les 10 minutes où Clark raconte toute son histoire. Comme avec la plupart des repères, Eastwood filme la scène telle qu'elle a été écrite. Pour garantir la véracité de l'histoire, Straczynski incorpore des enregistrements de citations historiques dans les dialogues, dont des témoignages devant la Cour. Il intègre également des copies de coupures de presse toutes les 15 ou 20 pages dans le script-même pour que les gens se souviennent qu'il s'agit bien d'une histoire vraie. Ainsi le générique peut indiquer que le film est une « histoire vraie » au lieu d'être seulement « basé sur une histoire vraie ». Straczynski a fait passer le script par le département juridique d'Universal, fournissant des preuves d'authenticité pour chaque scène. Straczynski se rend alors compte qu'il a commis une erreur en faisant référence au Scrabble, pré-datant de deux ans son apparition sur le marché, et le remplace donc par des mots croisés. Il n'a pas altéré pour autant le scénario par rapport à son script initial ; alors que deux nouvelles réécritures du script avaient été présentées à Ron Howard, Eastwood insiste pour se servir de la première version pour son film, car il trouve que celle-ci est la plus claire des trois. Aux dires de Straczynski, « Clint est marrant : s'il aime quelque chose, il le fait, point final. Quand je l'ai rencontré pour lui demander s'il désirait quelques changements, couper certaines parties, ou en ajouter, ou quoi que ce soit, il me répondait "non, le premier jet est bon, tournons-le" »,.
Malgré le souci d'authenticité, Straczynski a procédé à quelques arrangements avec les faits historiques. Il a par exemple décidé d'omettre la mère de Northcott, Sarah Louise Northcott, qui a participé aux meurtres. Il représente également les faits à Los Angeles, alors qu'ils ont eu lieu à Riverside, en Californie. Le titre est par ailleurs dérivé du folklore d'Europe de l'Ouest et se réfère à une créature — un « changeling » — laissée par des fées à la place d'un nouveau-né humain,,. À cause de l'association du mot avec des faits surnaturels, Straczynski souhaitait d'ailleurs que ce titre ne soit que temporaire, croyant qu'il pourrait le modifier par la suite.

### Distribution des rôles

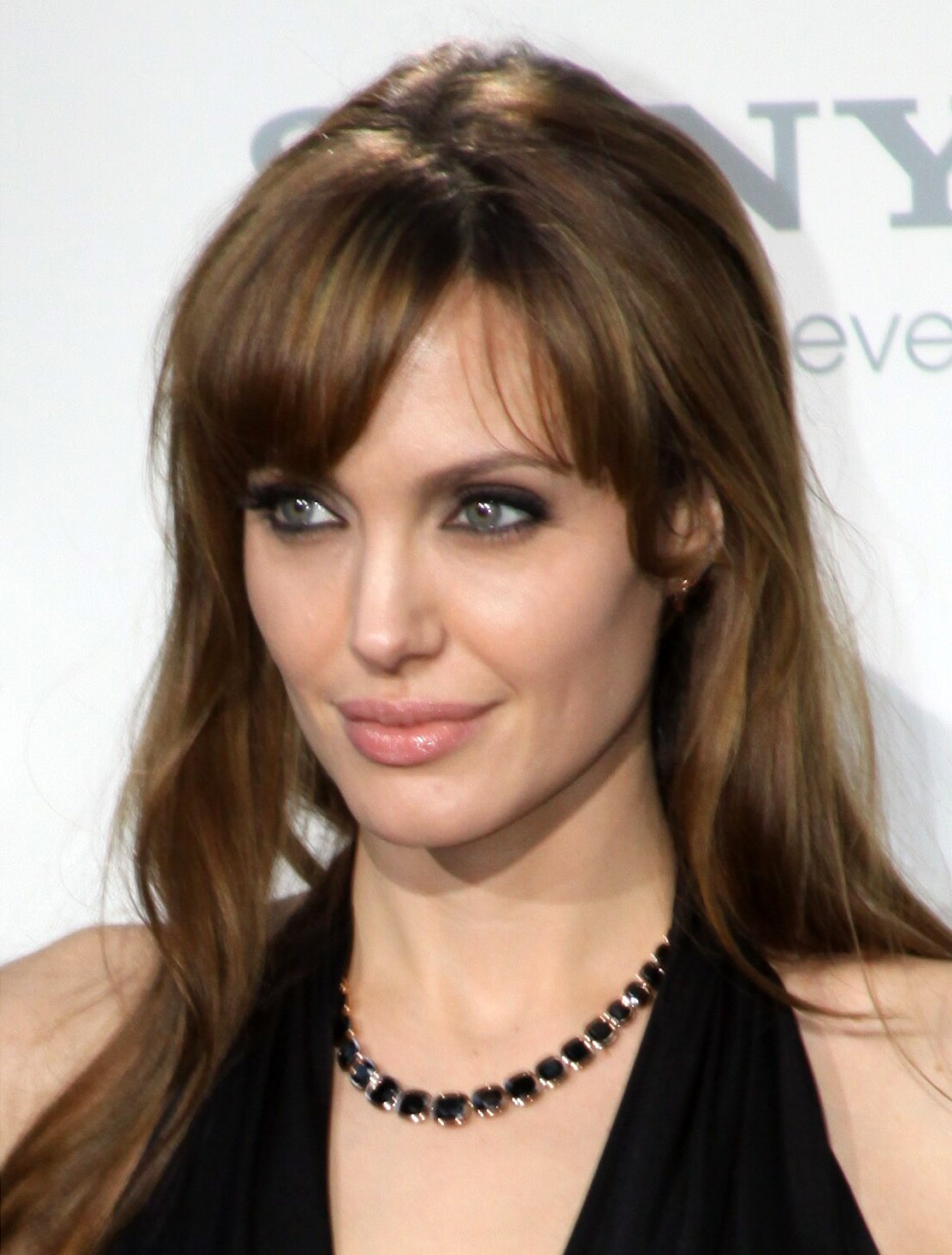
Angelina Jolie interprète le personnage principal Christine Collins.

L'équipe de production du film reprend les noms de personnages qui ont réellement existé. Plusieurs seconds rôles sont néanmoins créés et ajoutés à l'intrigue, tout en étant basés sur des personnes de l'époque. Cinq actrices sont auditionnées pour le rôle de Christine Collins, dont Reese Witherspoon et Hilary Swank. C'est Ron Howard et Brian Grazer qui suggèrent Angelina Jolie, choix qu'Eastwood approuve, trouvant que le visage de l'actrice colle parfaitement à l'époque de l'histoire. Angelina Jolie rejoint donc la production en mars 2007. Elle est pourtant réticente au premier abord car, en tant que mère elle-même, l'actrice trouvait le sujet douloureux. Elle dit avoir finalement été convaincue par l'implication d'Eastwood, et par la description que le scénario donne de Collins, une femme battante qui se relève d'une lutte acharnée et qui fait face à l'adversité. Jolie trouve ainsi le rôle de Collins très émouvant. Elle ajoute que la partie la plus difficile de son jeu est liée au fait que le personnage soit passif. Jolie fonde finalement sa performance sur sa propre mère, qui est morte en 2007. Pour les scènes jouées au central téléphonique, Jolie doit apprendre à faire du patin à roulettes en talons hauts, une pratique de l'époque.
Jeffrey Donovan incarne le Capitaine J. J. Jones, un personnage qui le fascine à cause du pouvoir qu'il exerce sur la ville. Dans le film, le personnage cite de véritables déclarations publiques de Jones, notamment dans la scène où il fait interner Collins. En revanche, le léger accent irlandais donné au personnage de Jones est de la propre initiative de Donovan. John Malkovich rejoint la production en octobre 2007 pour incarner le rôle du révérend Gustav Briegleb. Même s'il ne correspond pas exactement au personnage décrit dans le scénario, Eastwood choisit Malkovich, car il sent que l'acteur pourrait donner un « aspect différent » au personnage. C'est la première fois que Malkovich tourne sous la direction d'Eastwood, mais les deux hommes avaient déjà travaillé ensemble en jouant les rôles principaux antagonistes du film Dans la ligne de mire (1993) de Wolfgang Petersen.
Jason Butler Harner joue le rôle de Gordon Northcott, qu'il décrit lui-même comme « une horrible, horrible, personne merveilleuse »,. Il dit que Northcott croit partager un lien avec Collins à cause de leur présence commune dans les titres : « à ses yeux, ils sont de la même famille »,. Harner obtient le rôle après une audition enregistrée. La directrice de casting, Ellen Chenoweth, explique qu'Eastwood préfère Harner à des acteurs plus connus, candidats pour ce rôle, parce qu'Harner montre « plus de profondeur et de caractère » et qu'il est capable de projeter « une légère démence » sans pour autant évoquer Charles Manson. Eastwood est par ailleurs surpris par la ressemblance entre Northcott et Harner, le réalisateur ne voyant pas la différence entre les deux hommes après le travail de maquillage réalisé sur l'acteur.

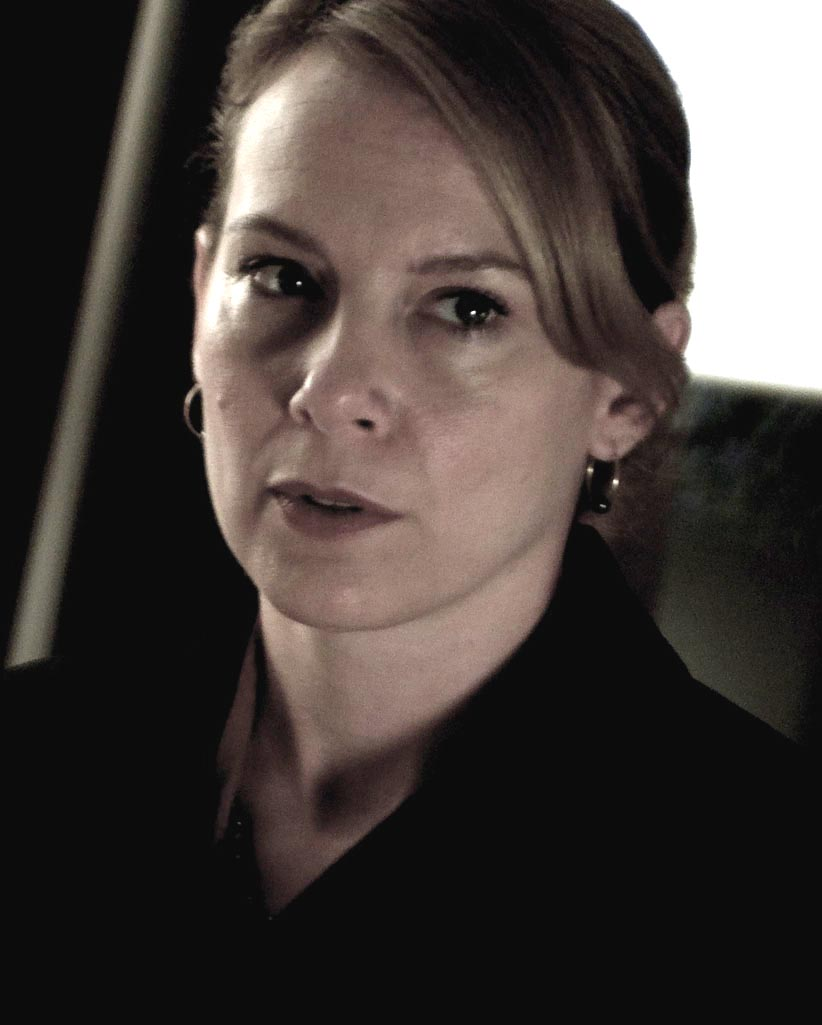
Amy Ryan interprète le rôle d'une femme détenue à l'hôpital psychiatrique, rôle créé par le scénariste pour l'intrigue.

Amy Ryan est également choisie lors d'une audition enregistrée pour le rôle de Carol Dexter. Elle mentionne une scène de combat dans laquelle Eastwood lui montre « comment donner un coup de poing pour le cinéma » comme étant son moment préféré de la production. Michael Kelly incarne quant à lui le détective Lester Ybarra, rôle créé pour les besoins du film, mais qui combine des caractéristiques de plusieurs personnes de l'histoire originale. Il est également choisi par audition enregistrée, au moment où il travaillait en Afrique sur le tournage d'une série télévisée, Generation Kill. Geoff Pierson joue pour sa part Sammy Hahn, l'avocat de Collins, connu pour traiter des cas très médiatisés. Il réussit à annuler les internements du « code 12 » utilisé par la police, et le décrédibilise lors de l'audience contre Collins. Le « code 12 » était souvent utilisé pour interner les femmes sans sécurité juridique, lorsqu'elles devenaient gênantes. Colm Feore joue le chef de la police James E. Davis. Le personnage est légèrement modifié par rapport à l'homme qui a réellement existé. Reed Birney incarne le maire George E. Cryer. Denis O'Hare joue le docteur Jonathan Steele, un personnage créé pour l'intrigue. Gattlin Griffith joue Walter Collins et Devon Conti joue le garçon qui prend sa place, Arthur Hutchens. Eddie Alderson joue le neveu et complice de Northcott, Sanford Clark.

### Réalisation

#### Décors et costumes

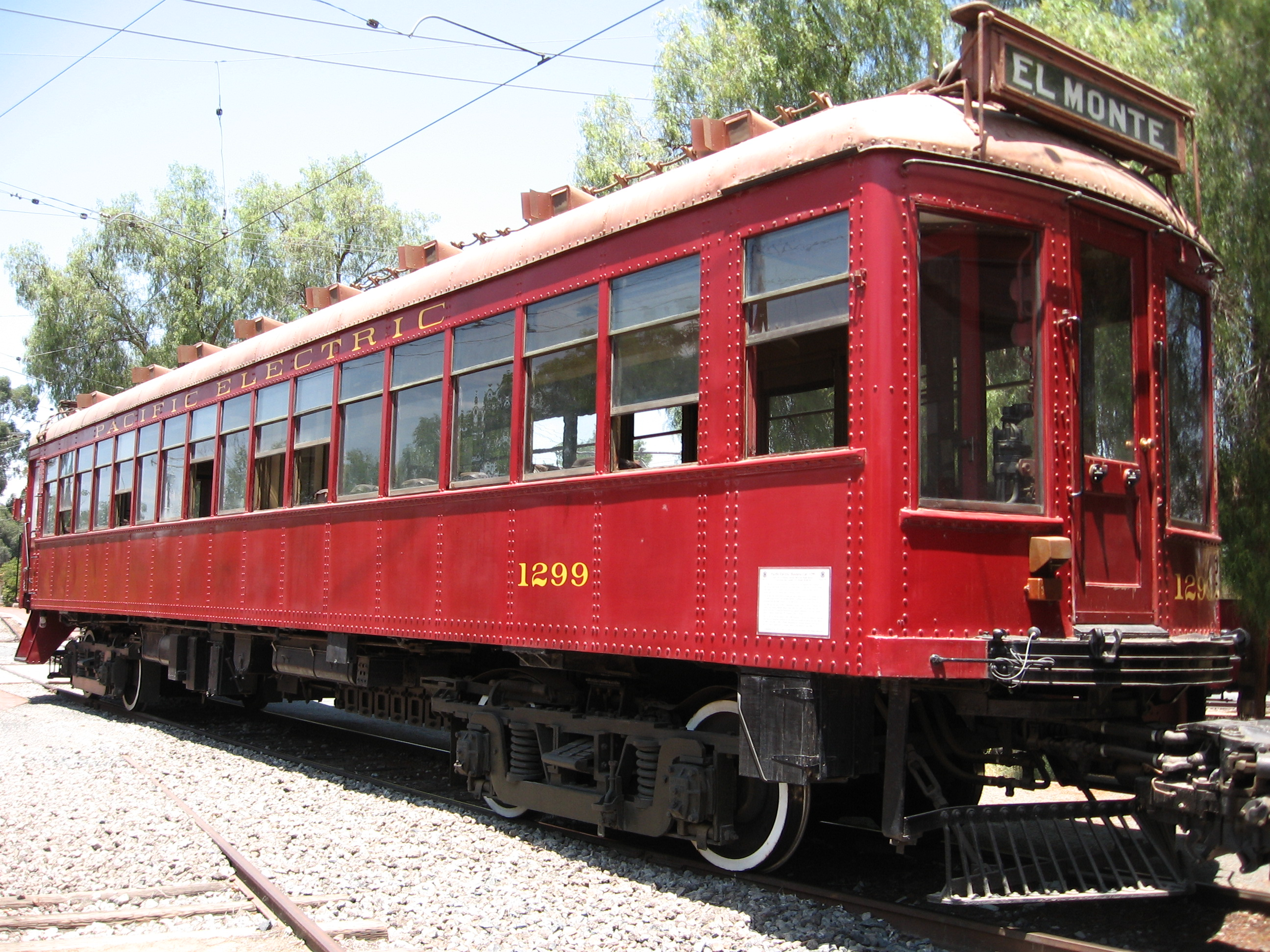
Réplique fonctionnelle d'un tramway Pacific Electric Railway.

James J. Murakami supervise la création des décors. Le repérage de préproduction révèle que beaucoup des bâtiments les plus anciens de Los Angeles ont été détruits, notamment tout le quartier où Collins a vécu. Ce sont donc les banlieues de San Dimas, San Bernardino et Pasadena qui servent à reproduire le Los Angeles des années 1920. Le vieux quartier de San Dimas remplace le quartier de Collins et certains lieux proches, choix justifié par Murakami, qui explique que très peu de choses y ont changé depuis les années 1920. Ce quartier est utilisé pour les intérieurs comme pour les extérieurs ; l'équipe du film décore le quartier avec une palette de couleurs tamisées pour évoquer l'impression de confort. Ils rénovent certaines propriétés délabrées de quartiers de Los Angeles qui possèdent toujours une architecture des années 1920. L'équipe transforme également le troisième étage de l'hôtel Park Plaza à Los Angeles pour en faire une réplique des salles du Conseil municipal de Los Angeles de l'époque.
La gare de Santa Fe à San Bernardino sert de copie pour le lieu de rendez-vous entre Collins et le faux Walter. Certaines scènes sont tournées dans la zone non incorporée de San Quentin en Californie. Une petite ferme dans la périphérie de Lancaster joue le rôle du poulailler de Wineville. L'équipe recrée le ranch en entier, utilisant des photographies de journaux archivées ainsi que des visites au poulailler original pour se faire une idée de la topographie et de l'agencement des lieux. Steve Lech, président de la « Riverside Historical Society », est recruté en tant que consultant et accompagne l'équipe lors de ses visites.

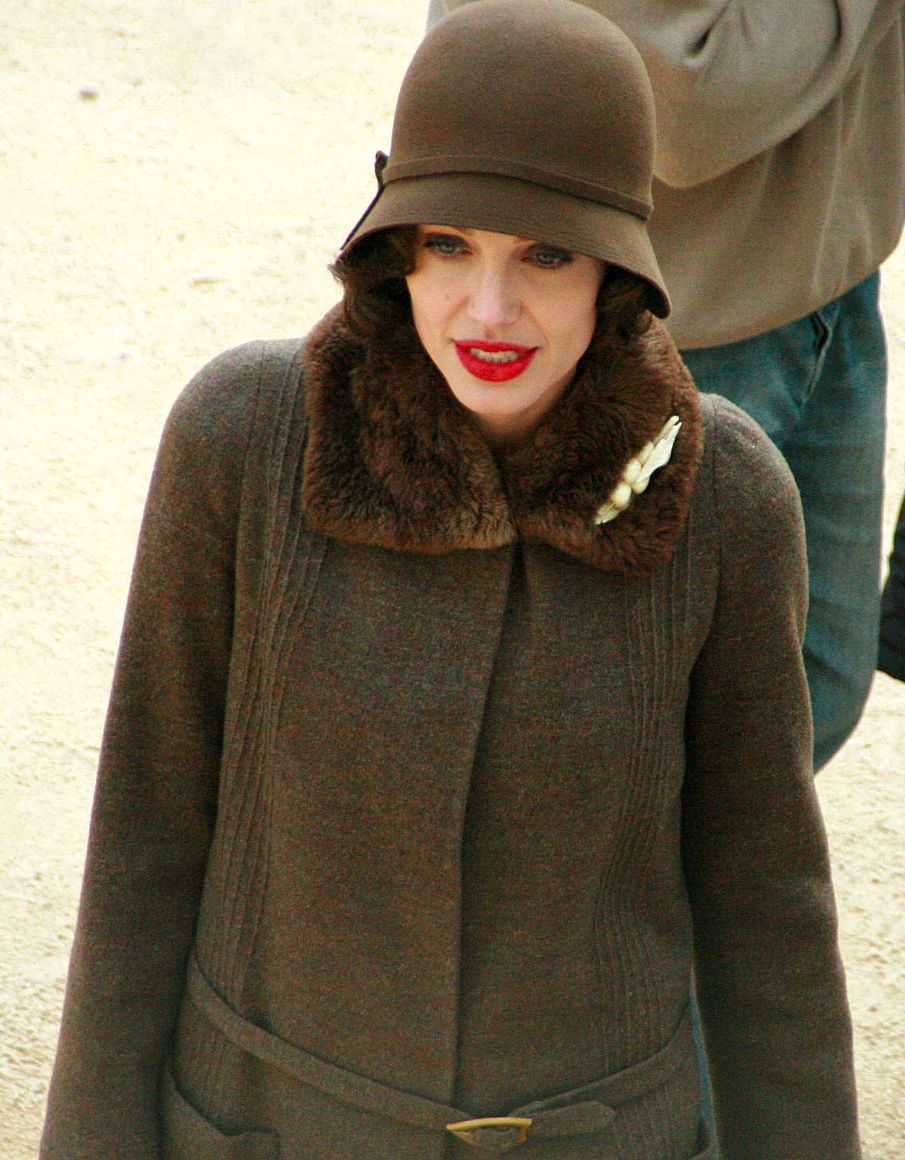
Angelina Jolie interprétant Christine Collins en costume d'époque durant le tournage.

L'équipe de production se procure environ cent cinquante automobiles d'époque (datant de 1918 à 1928) grâce à des collectionneurs dans toute la Californie du Sud. Certaines voitures sont en trop bon état, ce qui oblige l'équipe à les modifier pour donner l'impression qu'elles sont utilisées quotidiennement : ils répandent de la poussière et de l'eau sur la carrosserie, ainsi qu'un enduit qui reproduit la rouille et les égratignures pour leur donner un air plus âgé. L'équipe des effets visuels retouche ultérieurement certains plans du « Los Angeles City Hall » — dont la construction est achevée en 1928 — pour enlever l'écaillement des murs ainsi que les bâtiments environnants d'architectures plus récentes. Le créateur des costumes, Deborah Hopper, fait des recherches dans les anciens catalogues de Sears, Roebuck and Company, des vieux numéros du magazine Life et des albums de promotion de lycée pour s'assurer que les costumes sont historiquement corrects. Hopper se procure des vêtements des années 1920 pour un millier de personnes, travail rendu difficile par le fait que les tissus de l'époque n'étaient pas résistants. Elle trouve des costumes de laine pour les officiers de police. À cette époque, le style des femmes de toutes les classes sociales est d'avoir une silhouette pudique en portant des robes à taille basse, des cloches, complétées par des coupes au carré, des manteaux de fourrure coupés court et des gants tricotés. Deborah Hopper consulte aussi des historiens et fait des recherches sur des images de Collins pour reproduire son apparence. Elle habille Angelina Jolie avec des marron et des gris sobres avec des gants tricotés, des jupes de laine tissée accompagnant des chemisiers de coton, des chaussures Mary Jane, des corselets crochetés et des bijoux Art déco. Pendant la séquence se passant dans les années 1930 à la fin du film, le costume de Jolie épouse bien plus les formes et est plus féminin, avec une couture décorative autour de la taille, à la mode pendant la période. Angelina Jolie explique que le costume porté par Collins constitue à lui seul une approche de son personnage.

#### Tournage et montage

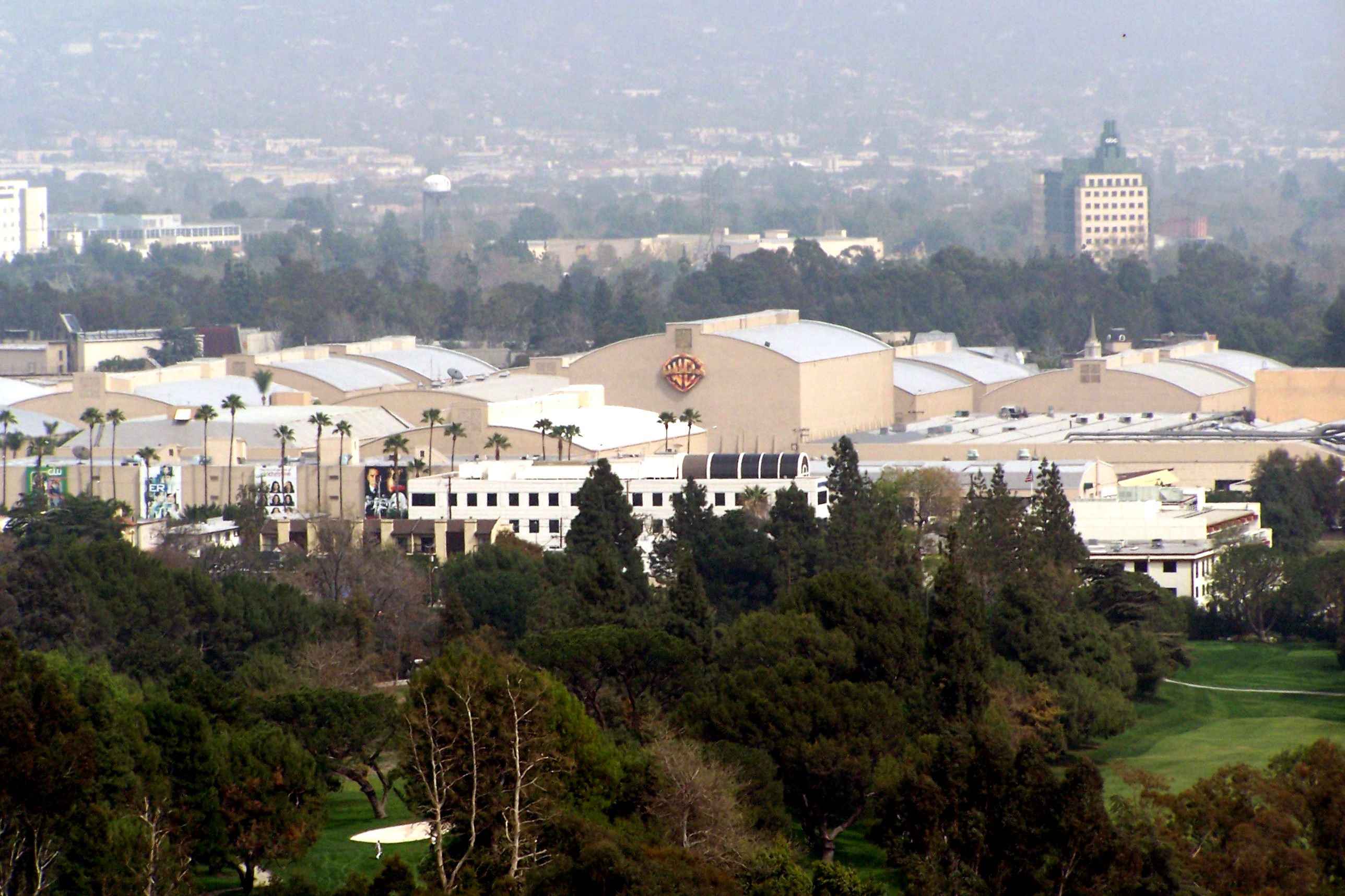
Les studios Warner à Burbank qui ont servi pour le tournage de plusieurs scènes.

Après plus de trente réalisations, il s'agit seulement de la septième dans laquelle Eastwood n'apparaît pas. Le tournage du film commence le 15 octobre 2007, et se termine avec deux jours d'avance sur son emploi du temps (soixante jours de tournage étaient prévus) le 14 décembre 2007. Universal Pictures apporte un budget de cinquante-cinq millions de dollars. Il s'agit du premier film de Clint Eastwood produit par un autre studio que Warner Bros. depuis Les Pleins Pouvoirs en 1997. Le tournage se déroule principalement dans les zones extérieures des studios d'Universal à Los Angeles. Les zones « New York Street » et « Tenement Street » représentent le centre-ville de Los Angeles. Tenement Street sert également pour les extérieurs de l'appartement de la sœur de Northcott, situé à Vancouver dans l'histoire ; des effets visuels sont utilisés par la suite pour ajouter la ville en arrière-plan. La production utilise également les studios de la Warner à Burbank. Clint Eastwood a des souvenirs clairs du Los Angeles de son enfance dans les années 1930 et essaie d'en recréer plusieurs détails dans le film : la mairie, à l'époque l'un des plus grands bâtiments de la ville, le centre-ville, l'un des plus actifs au monde, et les deux tramways rouge vif de la Pacific Electric Railway, bien visibles dans deux scènes. Deux répliques fonctionnelles des tramways sont utilisées pour ces scènes, avec des effets visuels pour les tramways en arrière-plan.

« Un jour nous tournions une scène pendant laquelle [Collins et Briegleb] parlaient de l'affaire. […] Nous avions commencé le tournage à neuf heures trente du matin et il y avait sept ou huit pages, ce qui fait généralement des journées de 18 heures. Aux environs de deux heures trente, [Clint Eastwood] a lancé : « On mange, c'est dans la boîte. » […] J'ai fait près de cent films maintenant et c'est une phrase que je n'avais jamais entendue de toute ma vie. »

— John Malkovich, parlant de la façon économe de tourner de Clint Eastwood, qui s'est étendu au tournage de L'Échange.

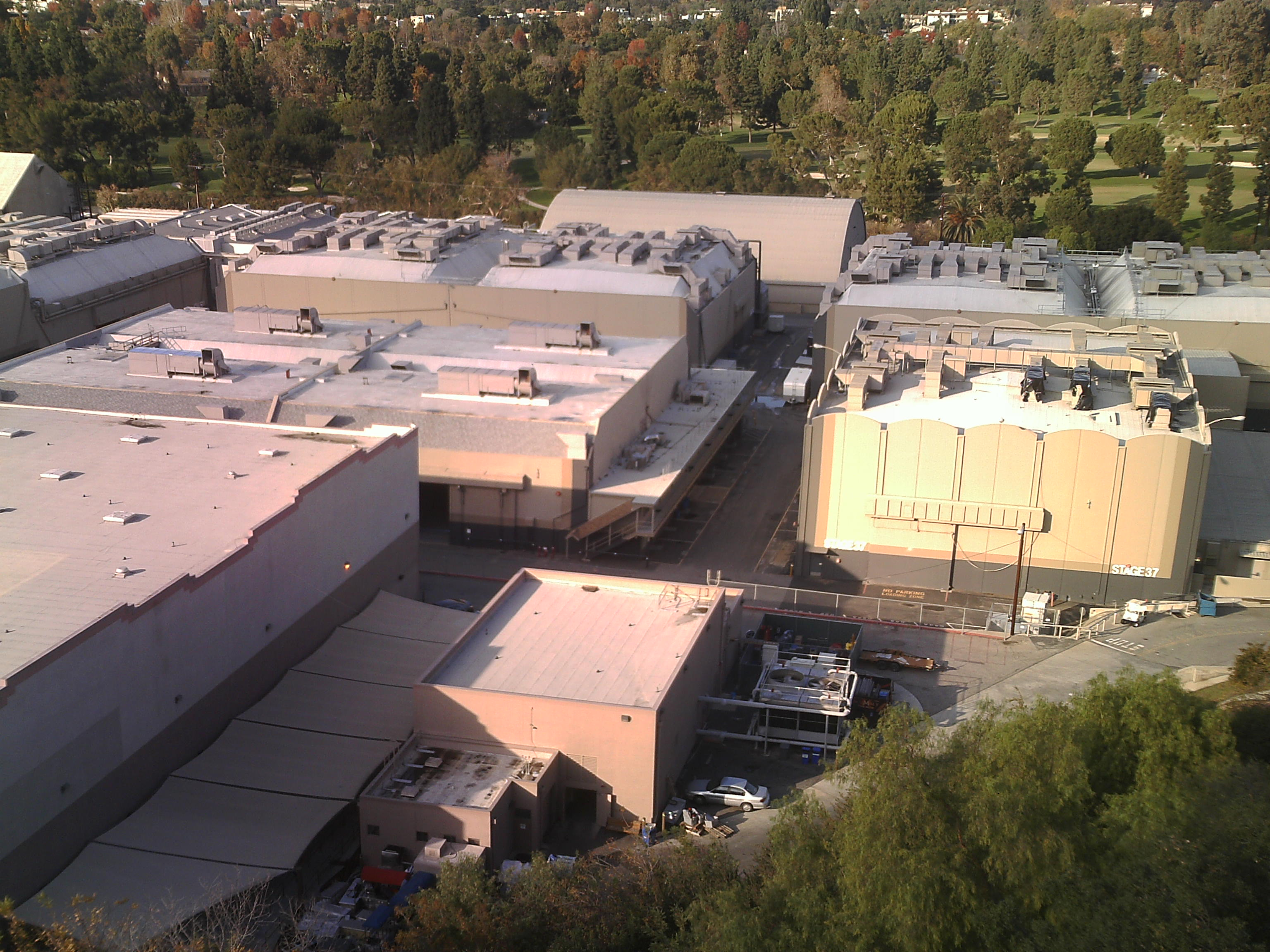
Les studios Universal.

Eastwood est connu pour ses tournages peu dépensiers : il limite les répétitions et ne fait généralement pas plus d'une prise, afin d'obtenir des performances plus authentiques. Le réalisateur déclare à ce sujet que « [tout] ce qu'il fait se base sur ce qu'il préfère en tant qu'acteur »,. Son fidèle cadreur Steve Campanelli explique que le rythme rapide auquel Eastwood tourne, ainsi que sa façon de diriger, intimiste et presque muette, caractérisent aussi le tournage de L'Échange. Angelina Jolie témoigne : « tu dois rassembler tes affaires et te préparer car il ne s'attarde pas […] Il veut que les gens viennent préparés et poursuivent leur travail »,. Campanelli doit parfois expliquer à Jolie ce que Clint Eastwood veut obtenir d'une scène car celui-ci parle trop doucement. Pour ajouter de la vraisemblance à certaines scènes, Eastwood demande parfois à Jolie de les jouer paisiblement, comme si ce n'était destiné qu'à lui. En même temps, il demande à son cadreur de commencer à filmer discrètement, sans que Jolie ne s'en aperçoive. John Malkovich décrit la direction de Clint Eastwood comme « redéfinissant la faculté d'être économe », expliquant qu'il est silencieux et n'utilise pas les expressions « action » et « coupez ». Il déclare : « certains [réalisateurs], comme Clint Eastwood ou Woody Allen, n'aiment pas vraiment être assaillis de millions de questions. Ils vous engagent, supposent que vous savez quoi faire, et vous devez le faire. […] Et ça me va bien »,. Amy Ryan remarque aussi le calme du plateau de tournage, faisant observer que ses expériences avec le réalisateur Sidney Lumet sur Tribunal central et 7 h 58 ce samedi-là lui ont été utiles car celui-ci partage le goût d'Eastwood pour ne tourner qu'un petit nombre de prises,. Jeffrey Donovan note qu'Eastwood lui donne rarement des instructions autres que « Vas-y » et qu'il ne commente même pas sa décision de jouer Jones avec un léger accent irlandais : « les acteurs manquent d'assurance et veulent des félicitations, mais il n'est pas là pour vous féliciter ou vous faire vous sentir mieux. […] Il est là uniquement pour raconter l'histoire et il engage des acteurs pour raconter leur histoire »,. Le chef électricien Ross Dunkerley avoue qu'il a souvent dû travailler sur une scène sans avoir vu une seule répétition : « il y a de fortes chances que l'on en parle une minute ou deux puis qu'on la fasse »,.
Le premier montage durait presque trois heures ; pour le raccourcir à 141 minutes, Eastwood opère des coupes dans la première partie du film pour arriver à l'histoire de Collins plus rapidement. Pour améliorer le rythme, il supprime également des scènes se concentrant sur le révérend Briegleb. Il choisit délibérément de garder une fin ambigüe afin de refléter l'incertitude du destin de plusieurs personnages. Il explique qu'alors que certaines histoires sont faites pour se terminer à la fin du film, mais qu'il préfère garder une fin ouverte pour celle-ci.

#### Photographie
L'Échange est la sixième collaboration entre Clint Eastwood et le directeur de la photographie Tom Stern. Malgré une palette de couleur plutôt douce, le film est plus coloré que certaines des précédentes collaborations entre les deux hommes. Stern fait référence à un grand nombre d'images d'époques. Il essaie d'évoquer le travail de Conrad L. Hall sur Le Jour du fléau qui se déroule pendant la Grande Dépression et de retrouver ce qu'il appelle le « minimalisme » esthétique de Mystic River. Stern déclare que le défi dans L'Échange est de rendre le tournage le plus simple possible. Pour se concentrer sur la performance d'Angelina Jolie, il essaie d'éviter le recours à une lumière d'appoint,. Eastwood ne souhaite pas que les flash-backs au ranch de Northcott ressemblent trop à un film d'horreur (il explique que le point important de la scène est l'effet des crimes sur Sanford Clark), c'est pourquoi il évite les images crues au profit d'une projection des meurtres sous forme d'ombres. Ces flash-backs sont imprégnés de l'idée qu'ils sont lus depuis le présent : ils ne sont pas là seulement pour révéler quelque chose du passé, mais pour transmettre une émotion. Ainsi, le premier flash-back du film, celui où le révérend explique à Collins la corruption de la police, ne peut être compris par cette dernière, alors encore naïve. Les souvenirs de Sanford Clark des meurtres sont la cause d'un traumatisme. Le flash-back remémorant les faits est donné sous forme de confession, permettant au jeune enfant de se libérer de cette oppression mentale. Le dernier flash-back, celui où l'on découvre Walter aidant David Clay à s'enfuir, est vu depuis le point de vue de sa mère, Christine Collins, plus que depuis le point de vue de Clay lui-même, ou de sa mère.
Le film, de par sa mise en scène expressionniste, donne à voir des personnages jamais totalement bons ou méchants ; ils sont liés au monde qui les entoure. Ainsi, leur visage est souvent éclairé violemment d'un côté, laissant l'autre dans l'ombre. La scène où Christine Collins s'introduit dans la chambre de Walter, où dort le « faux » Walter, illustre cet exemple : une part d'elle-même est confrontée au mystère. Le titre original, Changeling,,, évoque un côté fantastique, de la même manière que Minuit dans le jardin du bien et du mal. Il évoque cette part de mystère qui est présente tout au long du film. Ceci est d'ailleurs mis en scène avec la porte noire et les haches, dans le ranch de Gordon Northcott, qui renvoient à la dimension du conte horrifique, comme l'asile où est enfermée Christine Collins.
Tom Stern tourne L'Échange en format large anamorphosé 35 mm, avec des pellicules Kodak Vision 500T 5279. Le film utilise des caméras Panavision ainsi que des optiques anamorphiques Hawk C-Series. À cause du nombre élevé de décors, l'équipement d'éclairage coûte plus cher que sur d'autres productions de Clint Eastwood. L'équipe fabrique plusieurs plafonds de carreaux de mousseline blanchie. Tom Stern les éclaire du dessus pour produire une lumière douce et chaude afin d'évoquer la période grâce à des tons proches du sépia. L'équipe isole les carreaux avec des tissus anti-incendie Duvatyn pour empêcher la lumière de se répandre. L'éclairage principal est généralement doux pour aller avec les tons chauds créés par l'éclairage par le haut. Les skypans utilisé par Stern ont une puissance plus grande que ceux généralement utilisés pour l'éclairage principal, dans le but de réduire les contrastes quand des effets de pluie sont ajoutés, car une source d'éclairage unique avait tendance à accentuer les ombres.
Il éclaire les scènes filmées à l'hôtel Park Plaza avec des lampes aux halogénures métalliques (ou « lampes HMI ») et des éclairages au tungstène montés dans des ballons éclairants. Cette installation lui permet de choisir les couleurs qu'il veut, car le mélange de teintes entre les éclairages au tungstène, les murs de bois et la lumière du jour rend difficile l'éclairage des scènes aux lampes HMI ou à la lumière du jour exclusivement. Stern explique que le cadre historique a globalement eu peu d'influence sur ses choix d'éclairage, car l'esthétique a surtout été décidée lors de la phase de création des décors puis de la modification numérique des couleurs et de la lumière en postproduction. C'est l'entreprise Technicolor qui s'est occupée de cette phase de postproduction. Tom Stern supervise l'avancée du travail principalement via des images de références envoyées par courriel, car il est en Russie pour le tournage d'un autre film au même moment. Il est présent au laboratoire pour l'application des dernières modifications.

### Effets spéciaux

#### Approche générale

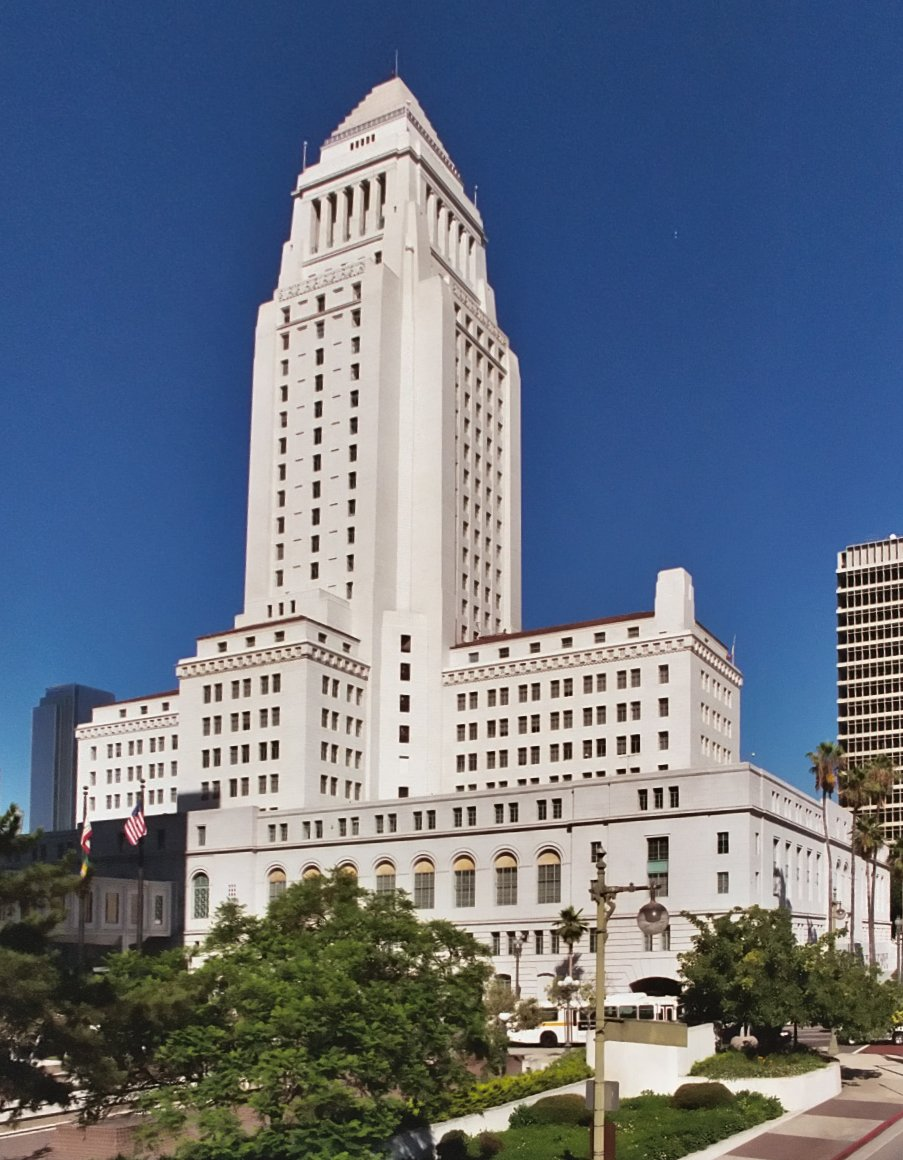
Les scènes situées à l'extérieur du Los Angeles City Hall sont retouchées par l'équipe des effets visuels pour que le bâtiment ait l'air nouveau.

Les effets visuels sont principalement créés par CIS Vancouver et Pacific Title sous la supervision de Michael Owens. L'équipe de CIS Vancouver est dirigée par Geoff Hancock et celle de Pacific Title par Mark Freund. Chacun des studios crée environ quatre-vingt-dix séquences. Pacific Title s'est surtout occupé de l'infographie en deux dimensions ; la capture de mouvement se fait aux studios House of Moves. Les principaux effets visuels présents sont des ajouts secondaires : architecture, véhicules, foules et accessoires,. CIS utilise le logiciel de modélisation 3D Maya pour animer les scènes urbaines avant de calculer le rendu avec Mental Ray ; ils créent les décors en matte painting avec Softimage et Maya, et utilisent Digital Fusion pour certaines séquences en deux dimensions. Le travail de l'équipe commence par des recherches sur le Los Angeles de 1928 ; celle-ci prend comme référence des images historiques et des données sur la densité de population de la ville. Les membres de CIS doivent recréer beaucoup de nouveaux modèles, textures et animations, car les effets déjà existants sur leur catalogue comprennent surtout des éléments plus modernes. Ils complètent les extérieurs par des panoramas urbains et des fonds détaillés et créent des extensions du décor par des procédés numériques et de matte painting. CIS reproduit des quartiers en utilisant des éléments communs de l'architecture de l'époque qu'ils combinent et réarrangent pour faire des bâtiments de largeurs et de hauteurs variées ; ainsi, la ville a une apparence variée grâce à peu de textures différentes. Ils utilisent d'anciennes photographies aériennes du centre-ville de Los Angeles pour que les séquences montrent bien la géographie de la ville ; Hancock trouve en effet important qu'il y ait une cohérence pour permettre au public de comprendre et d'être immergé dans l'environnement.
Pour maintenir le rythme de tournage rapide voulu par Eastwood, Owens choisit de ne pas trop utiliser de techniques d'incrustation, car le procédé prend beaucoup de temps et l'éclairage en est compliqué. Il préfère ainsi la rotoscopie, un procédé par lequel les effets sont directement ajoutés sur les prises de vue réelles. La rotoscopie coûte plus cher que l'incrustation, mais c'est une technique qui s'est révélée fiable pour Clint Eastwood, notamment lors du tournage de Mémoires de nos pères : il s'en est beaucoup servi pour éviter de filmer sur un écran bleu au sommet d'une montagne. Selon Owens, l'éclairage est meilleur et il considère la rotoscopie comme « plus rapide, plus simple et plus naturelle ». Il utilise un écran bleu seulement dans quelques lieux, par exemple au fond de rues construites en studio, où il n'y aurait pas d'influence sur l'éclairage. Selon Owens, les Studios Universal sont utilisés dans tellement de films qu'il est important de cacher les architectures familières autant que possible ; c'est pourquoi certains bâtiments médians et en arrière-plan sont échangés. Un de ses effets favoris se trouve dans une scène pendant laquelle Collins sort d'un taxi devant le poste de police. La scène est presque entièrement filmée devant un écran bleu : seuls Angelina Jolie, le trottoir, le taxi et un figurant sont réels. La séquence complète montre l'ensemble des techniques utilisées dans le film : figurants numériques au premier plan, extensions du décor et véhicules créés par ordinateur.

#### Figurants numériques

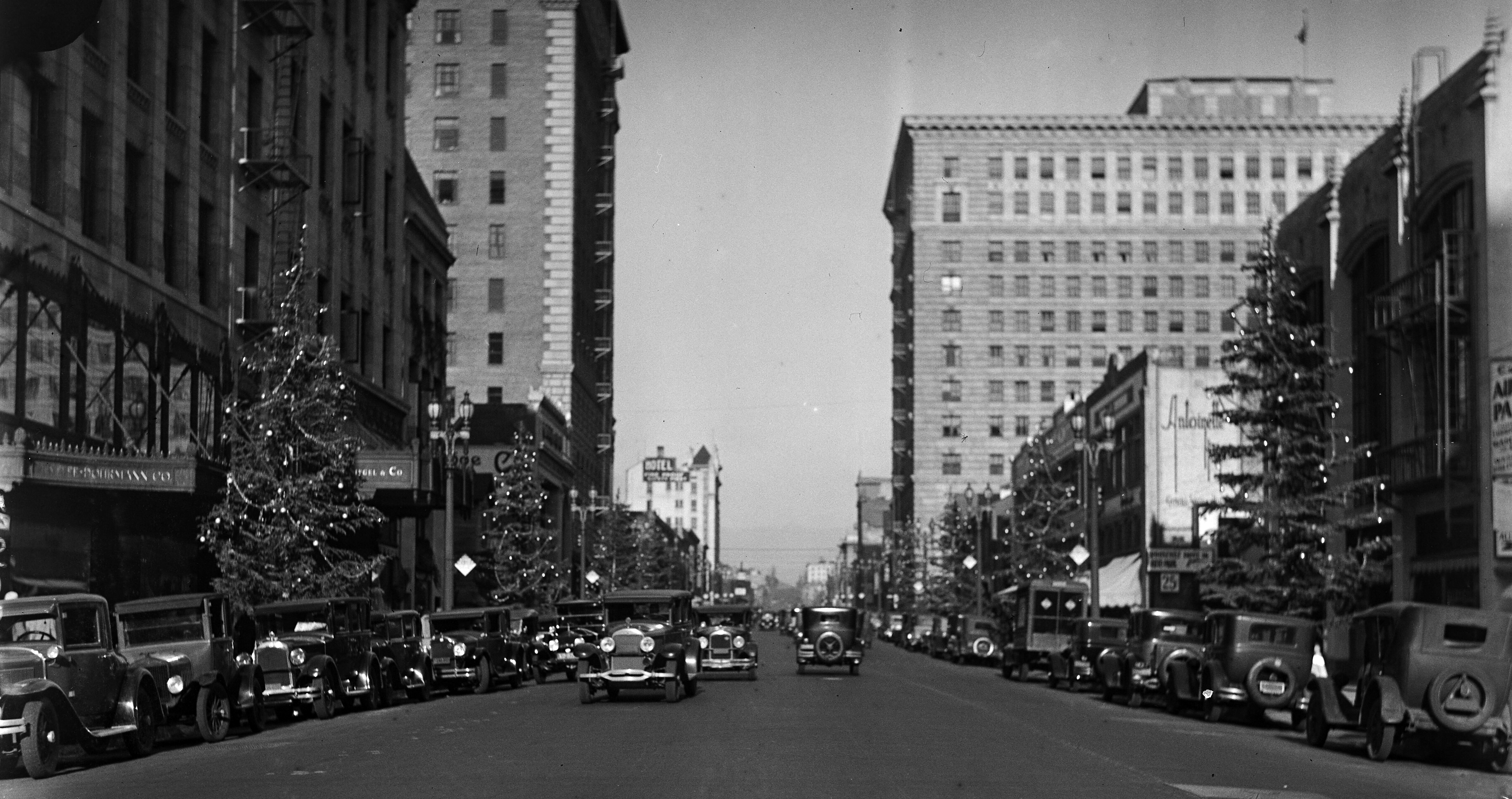
Centre de Los Angeles vers 1928.

Pour les scènes de foule, CIS a rajouté aux figurants réels des piétons créés numériquement en utilisant la technique de la capture de mouvement. La société VICON House of Moves a capturé les mouvements de cinq hommes et quatre femmes durant un tournage de deux jours supervisé par Geoffrey Hancock. Les acteurs capturés étaient coachés afin de créer des mouvements « légers, formels et affinés » dont Owens a dit qu'ils reflétaient la conduite générale du public à cette période,. CIS a combiné les données avec le logiciel MASSIVE pour produire les interactions des piétons numériques. L'utilisation de MASSIVE représentait un défi lorsqu'il a fallu mélanger ces piétons numériques aux vrais figurants qui devaient passer du premier plan à la foule numérique du second plan. MASSIVE a bien fonctionné jusqu'à cette étape, lorsque l'équipe des effets spéciaux a dû déplacer les piétons numériques pour éviter d'enlever les vrais figurants du plan tourné. Pour autoriser les gros plans individuels des figurants créés sous MASSIVE, l'équipe des effets s'est focalisée sur les visages et les caractéristiques de marche. Hancock précise : « dans quelques plans, les personnages étaient à quarante pieds [environ douze mètres] de la caméra et à environ un cinquième de la hauteur de l'écran. Plus l'écran est grand, plus le personnage l'est aussi. Il pouvait mesurer dix pieds de haut [environ trois mètres] donc tout, y compris ses cheveux, avait intérêt d'avoir un bon aspect ! »,.
De façon habituelle, un nombre limité de performances sont capturées et MASSIVE est utilisé pour créer plus de variété, par exemple pour la taille des personnages ou pour leur vitesse de marche. Parce que les figurants virtuels doivent être proches du premier plan et s'intégrer proprement avec les figurants réels, House of Moves a capturé deux fois plus de données de mouvement que ce que CIS avait l'habitude de faire sur ses autres projets. CIS a ainsi créé neuf personnages numériques distincts. Comme des imprécisions se développent lorsqu'un personnage numérique est créé dans des proportions différentes du modèle capturé, CIS a corrigé ce problème en envoyant la structure des neuf squelettes à House of Moves avant que le travail ne commence. Ceci a donné du temps à House of Moves pour adapter correctement les structures à ses acteurs, afin que les données de capture requièrent le moins de corrections possibles sous MASSIVE. CIS a écrit des shaders pour l'habillement ; un procédé de displacement mapping a été lié à la capture de mouvement pour animer des plis sur les pantalons et les vestes.

#### Séquence finale

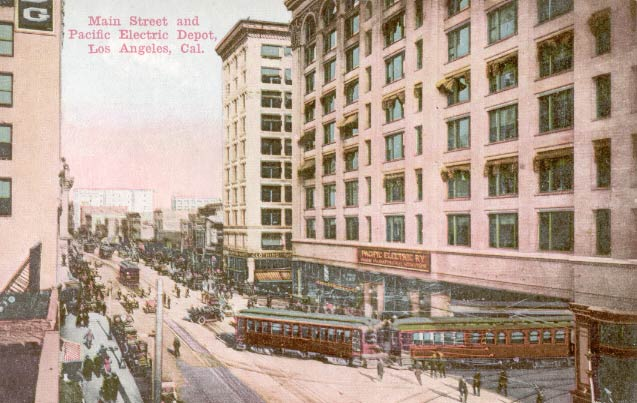
Le Pacific Electric Depot où travaillait Christine Collins, vu de la même manière dont est filmée la séquence finale.

Ignorant la notion de closure qui caractérise son public contemporain, L'Échange reflète, à travers sa séquence finale, l'espoir renouvelé de Collins de retrouver son fils vivant,. Il s'agit d'un plan de deux minutes et demie qui montre Collins s'en allant et se perdant dans la foule. La séquence est représentative de l'étendue des effets qui sont utilisés tout au long du film ; Los Angeles est représentée comme un personnage principal, amené à la vie par un plan périphérique discret qui permet au spectateur de se focaliser sur l'histoire et sur les indications émotionnelles. Le remue-ménage de la séquence permet de transmettre l'image du Los Angeles de 1928 dont le centre était alors congestionné. Dans ce plan final, la caméra s'incline vers le haut pour révéler l'étendue des blocs de la ville, avec les nombreux piétons, voitures et tramways dans les rues.
Lorsque le film est projeté au Festival de Cannes, la version présentée n'inclut pas cette séquence ; la scène se termine alors par un fondu au noir lorsque Collins s'en va. Le nouveau plan de 4 000 images est une idée de Michael Owens ; il trouve alors que le fondu abrupt fait sortir le spectateur du film trop rapidement, et cela ne laisse aucune place à la réflexion émotionnelle. Owens témoigne : « il y a une légende à la fin, avant le générique. La légende parle de ce qui s'est passé après les faits, et je pense qu'on a besoin d'avaler cela pendant quelques instants avec un visuel encore avec nous ». Owens conseille alors à Eastwood de terminer le film un peu comme Chinatown (1974) : « la caméra se lève et elle part loin de nous dans une scène de fin très émouvante, poignante, elle s'en va vers la masse des gens et le trafic. C'est plein d'espoir et triste à la fois »,.
Owens n'a toutefois pas le temps de terminer le plan avant la projection à Cannes, mais par la suite, il utilise cineSync pour piloter le travail depuis chez lui. Le plan alors créé inclut deux blocs d'immeubles créés numériquement, qui étendent au loin le décor du centre-ville. Alors que Collins disparaît dans la foule après environ une minute, le plan tourné est graduellement complété par plus de travail numérique. Les tramways, les rails et les lignes électriques sont entièrement créés numériquement. Les figurants réels apparaissent durant la première minute du plan avant d'être remplacés par leurs équivalents numériques. La création de ce plan a été rendue plus compliquée par cet ajout nécessaire des figurants créés sous MASSIVE. Owens a construit la scène en construisant d'abord les bâtiments du premier plan autour du plan tourné. Il a ensuite ajouté l'arrière-plan avant de compléter la séquence avec des véhicules et des personnages.

### Bande originale
Albums de Clint Eastwood
Grace Is Gone
Comme pour chacun de ses films depuis Mystic River en 2003, Clint Eastwood a composé lui-même la bande originale, celle-ci étant influencée par le jazz et le bebop. Utilisant des guitares et des cordes frottées pour le rythme, cette musique reste en tonalité relativement faible tout au long du film. L'introduction de cuivres évoque les films noirs, appuyant le fait que l'histoire se déroule dans une ville contrôlée par une police corrompue. Le thème varie du piano à l'orchestre complet et, alors que l'histoire se développe, les cordes frottées deviennent plus imposantes, avec un nombre croissant de maintiens et de crescendo. Lors des flashbacks sur les meurtres d'enfants, Eastwood introduit des voix qui rappellent celles des musiques de film d'horreur,.
La musique a été orchestrée et conduite par Lennie Niehaus. Les orchestrations ont été enregistrées par l'Hollywood Studio Symphony,. Le fils de Clint Eastwood, Kyle, musicien de jazz, a travaillé sur cette bande originale aux côtés de Michael Stevens,,, les deux s'occupant respectivement de la basse et de la guitare.
La bande originale a été éditée en disque compact par le label Varèse Sarabande et a été distribuée le 4 novembre 2008 aux États-Unis.
L'album propose les seize titres suivants :
1. Main Title
2. Ride to School
3. Mom's on Call / Late to Trolley
4. Looking for Walter / Waiting for Police
5. Where Do You Live / Who Are You
6. I Want My Son Back
7. Arrive at Ranch / Looking for Sanford
8. People Can't Change
9. We Killed Some Kids
10. I Won't Sign It
11. Sanford Digs
12. Room 18
13. What Is Happening / Trial Montage
14. Davey Tells Story
15. I Want to Go Home
16. End Title

## Accueil

### Promotion

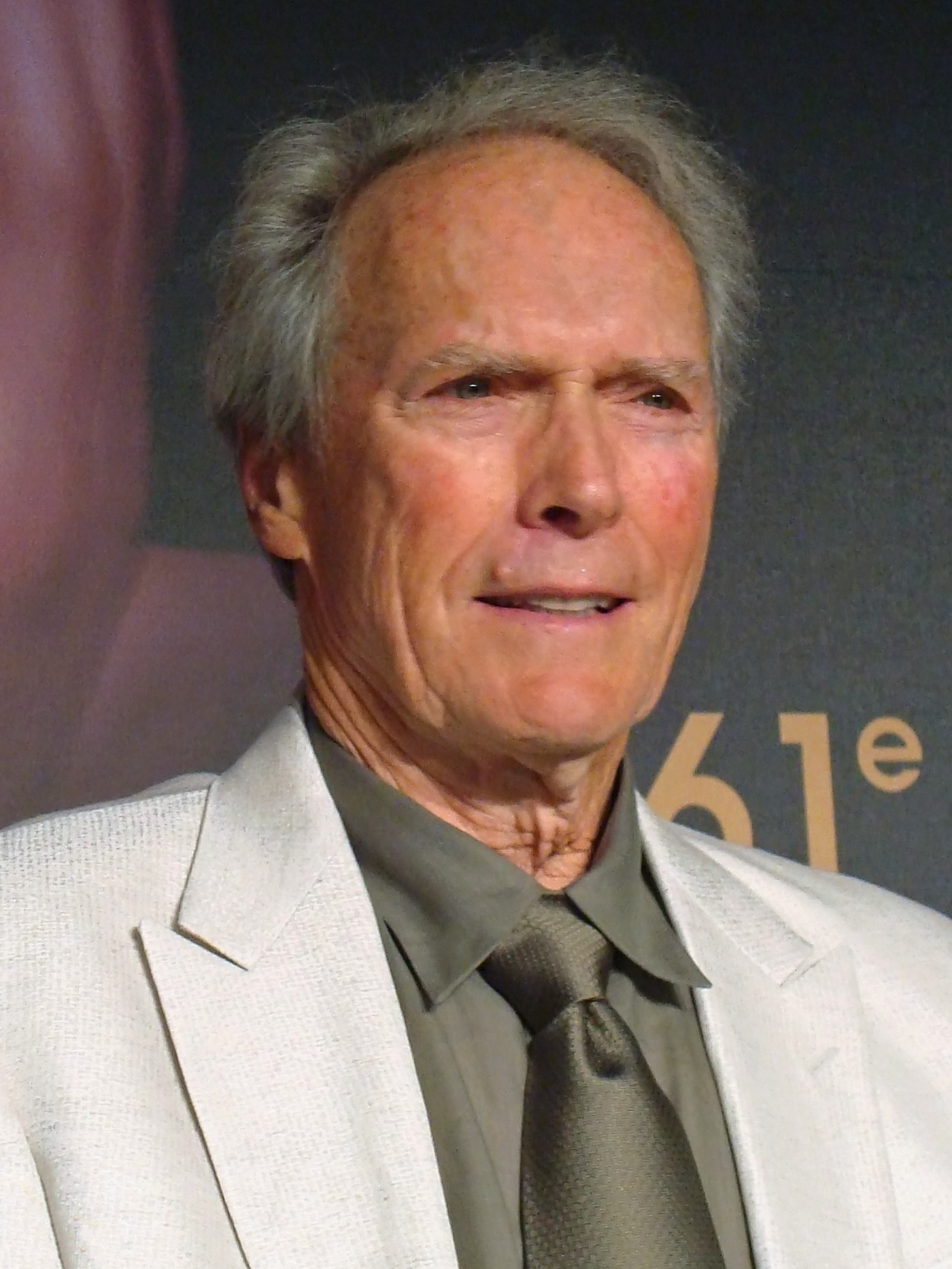
Clint Eastwood lors du 61e Festival de Cannes en 2008.

L'Échange fait partie des films en compétition officielle lors du 61e Festival de Cannes qui s'est déroulé du 14 au 20 mai 2008. Le film de Clint Eastwood est le onzième à être projeté. Universal Pictures a espoir que L'Échange connaisse un vrai succès au festival après plusieurs problèmes dus à la sélection du film ; le réalisateur prend des dispositions pour valoriser son film lors de la projection, pour qu'il soit plus apprécié par le jury et le public. Celui-ci est finalement heureux du succès que le film connaîtra, de la critique et de l'afflux commercial, de la même manière que Mystic River, autre film de Clint Eastwood qui était en compétition au Festival de Cannes de 2003. Ce dernier veut que L'Échange produise le même « buzz ». Le film est donc encore en postproduction, une semaine avant le début du festival. Par ailleurs, il est projeté durant le 34e Festival du cinéma américain de Deauville, qui s'est tenu du 5 au 15 septembre 2008 et a même été la pièce maîtresse de la 46e édition du New York Film Festival qui s'est déroulé le 4 octobre 2008, pour ensuite être projeté au Ziegfeld Theatre
Les producteurs et Universal envisagent de distribuer L'Échange pendant le week-end, pour tester les critiques et leur réaction face au rôle d'Angelina Jolie, mais également pour obtenir de plus grandes recettes au box-office. Le film sort finalement comme il était initialement prévu, le 31 octobre ; comme de nombreux films de Clint Eastwood, en particulier Mystic River qui devait également sortir avant sa date officielle. Alors que la stratégie habituelle est de présenter les films des réalisateurs notables dans toutes les grandes villes des États-Unis pour assurer un succès immédiat (ce que l'industrie du cinéma appelle une « version plate-forme »), les films d'Eastwood sont généralement présentés dans un petit nombre de salles avant leur sortie sur grand écran une semaine plus tard. L'Échange est sorti dans quinze salles de cinéma et dans neuf marchés des États-Unis le 24 octobre 2008. La stratégie du marketing est aussi grandement utilisée pour ce film, favorisée par la participation de Clint Eastwood, il a été l'un des thrillers les plus vendus en 2008. Universal espère que la version limitée du film se vendra bien et que les fans de cinéma dramatique seront les premiers acheteurs. Le film est sorti en Amérique du Nord le 31 octobre 2008, présenté dans 1 850 salles, puis dans quarante-six salles de plus pendant sa quatrième semaine. L'Échange est sorti au Royaume-Uni le 26 novembre 2008, le 28 novembre 2008 en Irlande et le 5 février 2008 en Australie.

### Sortie
Voici la liste des dates de sortie du film référencées par IMDb classée par ordre chronologique selon le pays (ou le lieu de distribution) :
- Festival de Cannes : 20 mai 2008
- Festival du cinéma américain de Deauville : 12 septembre 2008
- New York Film Festival : 4 octobre 2008
- États-Unis : 24 octobre 2008 (sortie limitée)
- États-Unis,  Canada : 31 octobre 2008
- Belgique,  France et  Suisse romande : 12 novembre 2008
- Italie : 14 novembre 2008
- Royaume-Uni : 26 novembre 2008
- Irlande et  Algérie: 28 novembre 2008
- Grèce,  Israël,  Pays-Bas et  Ukraine : 4 décembre 2008
- Espagne : 19 décembre 2008
- République tchèque,  Portugal et  Slovaquie : 8 janvier 2009
- Brésil,  Bulgarie,  Estonie,  Finlande,  Islande et  Suède : 9 janvier 2009
- Philippines : 14 janvier 2009
- Pérou,  Russie et  Singapour : 15 janvier 2009
- Danemark,  Kazakhstan,  Lettonie et  Roumanie : 16 janvier 2009
- Argentine,  Chili,  Allemagne,  Corée du Sud et  Suisse alémanique : 22 janvier 2009
- Autriche : 23 janvier 2009
- Norvège et  Turquie : 30 janvier 2009
- Australie et  Croatie : 5 février 2009
- Égypte : 11 février 2009
- Hongrie et  Nouvelle-Zélande : 12 février 2009
- Hong Kong : 19 février 2009
- Japon et  Panama : 20 février 2009
- Mexique et  Pologne : 27 février 2009

### Accueil général

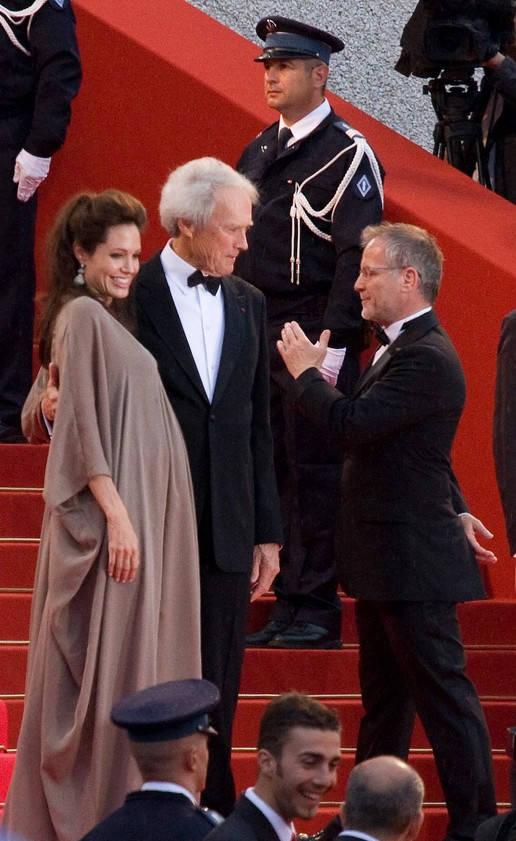
Angelina Jolie et Clint Eastwood à Cannes, où le film était en compétition pour la Palme d'or.

La projection du film à Cannes est grandement saluée par la critique, allant même jusqu'à être considéré favori pour la Palme d'or,, toutefois le prix sera finalement remis à Entre les murs de Laurent Cantet. Lors d'interviews, le scénariste J. Michael Straczynski affirme que son film a perdu à deux voix contre une à cause de jurés qui n'ont pas cru au fait que l'histoire ait pu être tirée de faits réels. Ces derniers ont déclaré ne pas adhérer à la manière dont la police traite les personnes, comme ils l'ont fait pour Collins. Le fait que le film reparte de Cannes sans prix a donc amené son scénariste à annoter le script des sources dont il s'est servi. Grâce aux avis positifs émis par les critiques à Cannes, le film semble aborder dans de bonnes conditions la cérémonie des Oscars pour laquelle il est nommé à plusieurs reprises,. Toutefois, lors de sa sortie en salles aux États-Unis, le film reçoit une réaction des critiques américaines plus mitigée,. Les critiques voient en L'Échange un beau film, magnifiquement mis en scène, mais estiment l'histoire trop conventionnelle. Metacritic qui, contrairement aux autres magazines, note les films sur un barème de 100, tout en prenant en compte les commentaires des internautes, a attribué à L'Échange une note moyenne de « 63/100 » pour un total de trente-huit commentaires.
En septembre 2013, 61 % des 207 critiques énumérés par les examinateurs de Rotten Tomatoes ont donné au film une critique positive, avec une note de 6,3⁄10. Le site a rapporté que 44 % des critiques notables ont donné un point de vue positif au film, fondé sur un échantillon de trente-six critiques mondiales. La réception du film en Europe a été en général meilleure qu'aux États-Unis,, au Royaume-Uni, par exemple, 83 % des critiques énumérées par Rotten Tomatoes attribuent à L'Échange une critique positive. Une étude réalisée par CinemaScore montre que les spectateurs, durant la semaine d'ouverture, notent L'Échange d'une note symbolisée par un A−, sur une échelle de A+ à F. Le champ de l'étude concerne majoritairement des personnes âgées de plus de trente ans (68 %) et des femmes (61 %). Une évaluation a notamment démontré que les audiences enregistrées sont excellentes. Le film est souvent recommandé par d'autres personnes à leurs amis, les chiffres étant supérieurs à la moyenne. Les principales raisons données pour encourager les gens à assister à une projection du film sont : son histoire à 65 %, Angelina Jolie à 53 %, Clint Eastwood à 43 % et le fait qu'il soit fondé sur des faits réels à 42 %.

#### Accueil critique
« Angelina Jolie joue avec une puissance émotionnelle rare cette femme tenace qui prend l'avantage sur l'autorité qui s'oppose à elle. Elle nous rappelle qu'il n'y a rien de si courageux, de si beau qu'une mère qui protège son enfant. »

— Kirk Honeycutt, Hollywood Reporter

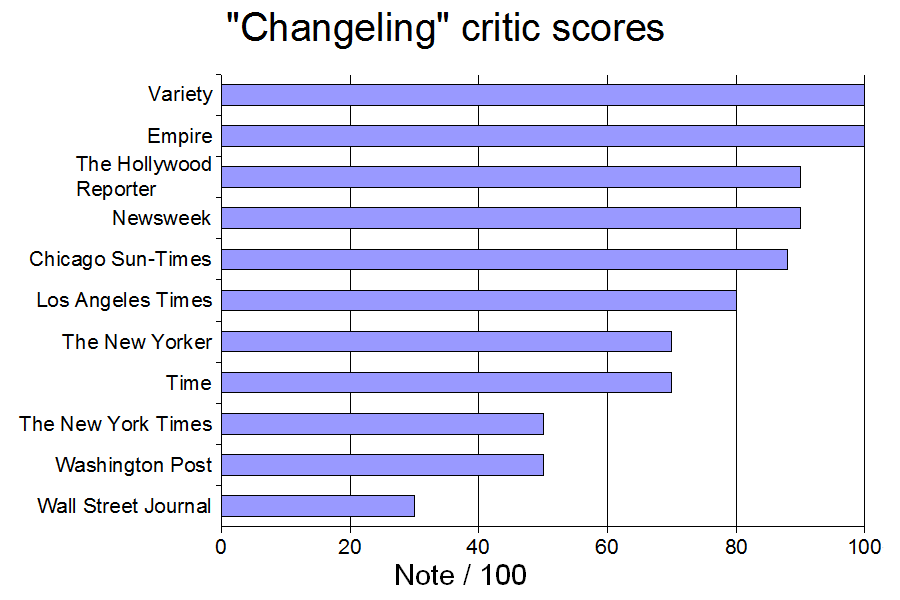
Notes attribuées par des critiques américains au film,.

Pour Todd McCarthy de Variety, le jeu d'Angelina Jolie provoque davantage l'émotion que dans son rôle proche d'Un cœur invaincu (2007), en se fondant sur moins d'artifices. Il note également d'excellentes prestations de la part des seconds rôles, notamment de la part de Michael Kelly. Olivier Séguret de Libération, quant à lui, trouve que le casting est le meilleur aspect du film. Il a également apprécié le jeu des seconds rôles et a déclaré que la performance d'Angelina Jolie était « intense mais discrète, habitée mais retenue, très belle mais jamais éblouissante ». Kirk Honeycutt du Hollywood Reporter pense que l'actrice ne s'est pas servie de sa notoriété d'actrice pour jouer cette femme vulnérable et résolue. Il perçoit, par ailleurs, que les autres personnages, excepté Amy Ryan, en sont grisés. David Ansen, critique pour Newsweek, remarque surtout la mise en scène des sentiments, il déclare que « l'histoire concerne surtout les bonnes et les mauvaises gens ». Il ajoute que, la célébrité et la beauté d'Angelina Jolie mises de côté, l'actrice porte son rôle avec intensité. De son côté, Manohla Dargis du New York Times estime que la célébrité de l'actrice rend son interprétation peu convaincante, et David Denby du New Yorker remarque le désintéressement et l'habileté de l'actrice qui soulignent une performance et un personnage qu'il juge inintéressant, car unidimensionnel et sans réel tempérament. Il cite des problèmes similaires en ce qui concerne le personnage interprété par John Malkovich, le révérend Briegleb, concluant que « les deux forment une paire très appropriée pour interpréter un duo morne de collaborateurs »,.
Par ailleurs, McCarthy considère que le scénario est « remarquable », car très ambitieux derrière sa fausse simplicité. Il déclare qu'Eastwood respecte le script en ne surjouant pas les aspects mélodramatiques et en ne transcrivant pas tous les faits à l'écran. Toutefois Honeycutt trouve qu'en restant trop proche de l'histoire originelle, le film en finit par perdre son intensité dramatique, même si le film ne lui est pas apparu long car ses créateurs ont su se concentrer sur l'essentiel,. De son côté, Ansen apprécie les dialogues de Straczynski et trouve le scénario si bien documenté qu'il en devient « un modèle rigoureux », dont chaque ligne conduit le public dans une « fureur excellente ». Il a rajouté : « quand le conte nous saisit ainsi, pourquoi résister à cette atrocité morale ? »,.

« Le script disjoint qu'a écrit J. Michael Straczynski sonne faux à chaque nouvel élément … et la mise en scène lourde de Clint Eastwood décourage et amplifie les défauts, malgré des œuvres précédentes excellentes, telles que Lettres d'Iwo Jima ou Sur la route de Madison. »

— Joe Morgenstern, The Wall Street Journal

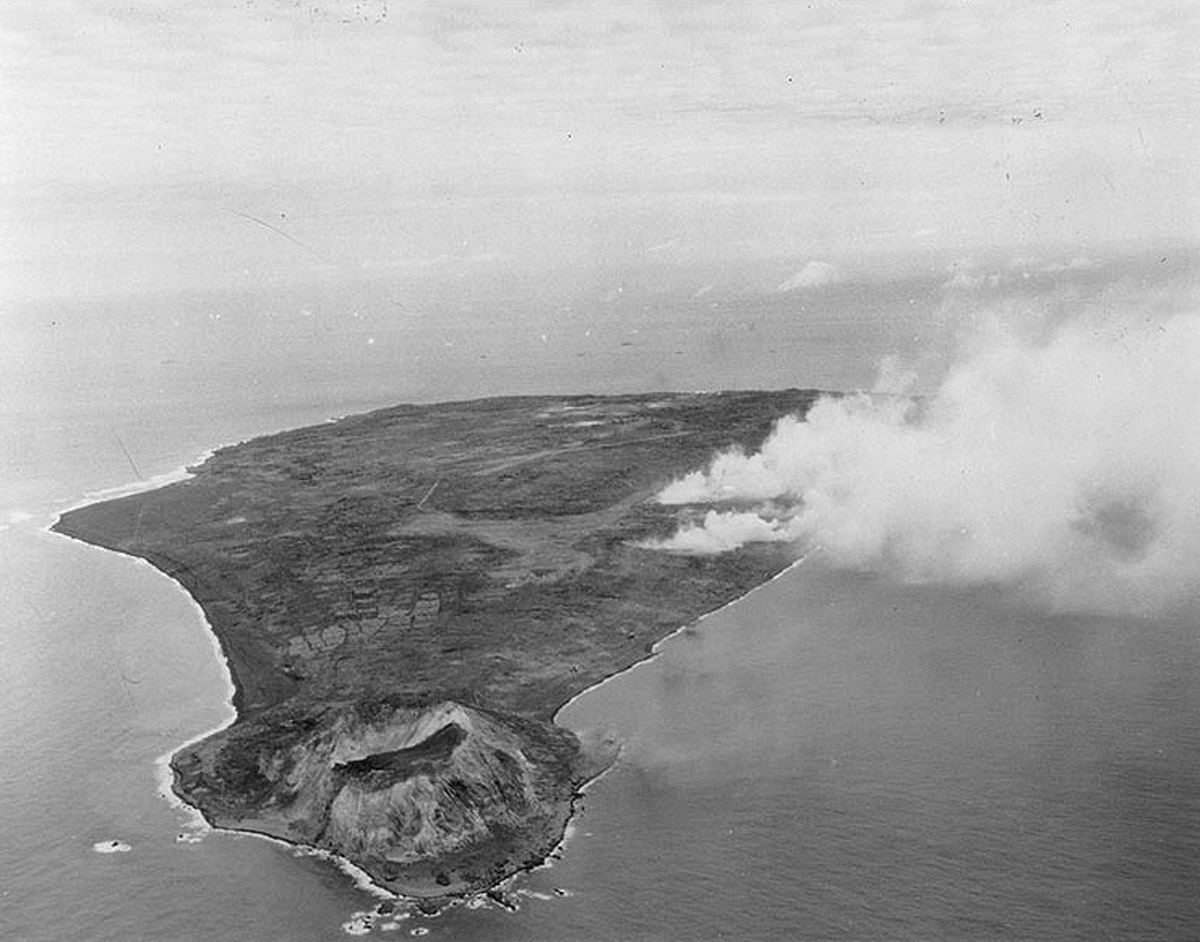
Lettres d'Iwo Jima, qui reprend la bataille d'Iwo Jima, est, selon Joe Morgenstern, bien meilleur que L'Échange.

Séguret trouve que le film s'inscrit dans le grand genre hollywoodien, mais qu'Eastwood ne semble pas être inspiré par le défi de reconstituer une époque, celle de son enfance. Il note par ailleurs qu'Eastwood conserve les «braises» de l'histoire allumées, mais qu'il ne les enflamme que très rarement. Il compare le film à une voiture luxueuse, confortable mais gentiment ennuyeuse. Denby et Ansen remarquent qu'Eastwood ne montre pas à l'écran les atrocités de l'histoire, laissant libre cours à l'imagination du spectateur. Ansen pense que c'est parce que le réalisateur n'est pas intéressé par cet aspect épouvantable de l'histoire. McCarthy loue le traitement d'une histoire pensée et non surjouée ; alors que Denby n'apprécie pas l'approche austère des faits, il trouve que ce traitement laisse le film « tant impressionnant que monotone ». Il écrit qu'Eastwood ne souhaite pas représenter les aspects horribles de l'histoire parce qu'ils n'iraient pas de pair avec les émotions de cette femme dont le fils a disparu. Denby trouve qu'Eastwood et Straczynski auraient dû explorer plus largement la perversité de l'histoire originale. Plutôt, il déclare que la narration méthodique provoque plusieurs problèmes émotionnels — « une apothéose révérencieuse des chroniques de Christine » — avant de « la narrer lentement durant les quarante minutes qui suivent »,. Ansen dit que l'approche classique amène l'histoire à un autre niveau, et qu'elle se rapproche des conventions du cinéma d'horreur dans le but de les transcender. McCarthy trouve que L'Échange est l'une des réalisations les plus vivantes de la filmographie de Clint Eastwood, il met par ailleurs l'accent sur la photographie de Tom Stern, où les décors, les costumes et les paysages numériques se mêlent de manière parfaite avec les prises de vues réelles. Dargis, par contre, n'est pas impressionné par les décors, elle cite la perte d'un collaborateur régulier d'Eastwood, Henry Bumstead — qui est mort en 2006 — comme cause du style « trop primitif » de L'Échange.
Damon Wise du magazine Empire voit en L'Échange un film « sans défaut »,, et McCarthy dit qu'il est « émotionnellement et stylistiquement parfait ». Il déclare que ce film est plus complexe que Mystic River (2003), d'Eastwood également : les personnages et le commentaire social ont été inclus dans l'histoire avec une « délibération stupéfiante ». Il rajoute qu'en tant que « critique douloureuse de la culture politique de Los Angeles », L'Échange rentre dans le cercle des films tels que Chinatown (1974) et L.A. Confidential (1997). Honeycutt déclare que le film n'est autre qu'un « chapitre oublié du Los Angeles noir » de ces films, et que la composition mélodique d'Eastwood contribue à une évocation de la ville et d'une période qui « éprouve des changements galvaniques ». Il rajoute que « la sensation de petite ville dans la rue et les décors… capture une société qui ne veut pas voir la réalité »,. Séguret trouve mystifiant le fait que d'autres critiques promulguent le film par ses quelques défauts. Denby, lui, trouve le film bien fait, mais qu'il partage des erreurs « justement indignées » avec d'autres films au regard de la sensation de mépris du public vis-à-vis de l'attitude représentée. Ansen conclut que l'histoire est racontée d'une manière si intéressante que seulement une personne cynique pourrait voir le film sans ressentir aucun sentiment de cette « saga obsédante et triste »,.

#### Box-office
L'Échange a modestement marché au box-office, engendrant de meilleures recettes à l'étranger qu'aux États-Unis,. Le box-office mondial atteint, en fin de distribution, 113 000 000 $. La sortie limitée américaine n'a pas réuni beaucoup de recettes durant ces deux jours : seulement 33 441 $ par salle, soit un total de 502 000 $. Les questions posées à plusieurs spectateurs ont démontré un fort potentiel commercial . Aussi, le film réalise une recette de 2 300 000 $ en quelques jours lors de sa sortie mondiale, prenant la quatrième place du top 10 hebdomadaire au box-office avec 9 400 000 $, soit une moyenne de 5 085 $ par salle. Ce retour surpasse les meilleures espérances d'Universal pour le week-end. Le lien entre L'Échange et l'Inland Empire — la région où se trouve Wineville — crée un intérêt local supplémentaire, améliorant le box-office national américain de 45 % lors de son weekend d'ouverture,. Le film dépasse également toutes les attentes lors de sa deuxième semaine mondiale, perdant toutefois 22 % par rapport à la semaine précédente, avec 7 300 000 $. Durant sa quatrième semaine d'exploitation, L'Échange perd à nouveau une place pour se retrouver cinquième du top 10 hebdomadaire avec une recette totale de 27 600 000 $. Enfin, durant sa sixième semaine, le nombre de copies baisse à 1 010 ; par ailleurs, le film quitte le top 10 national américain, bien qu'il demeure à la neuvième place du top 10 de l'Inland Empire,. La distribution aux États-Unis de L'Échange prend fin le 8 janvier 2009, avec 35 700 000 $ environ.

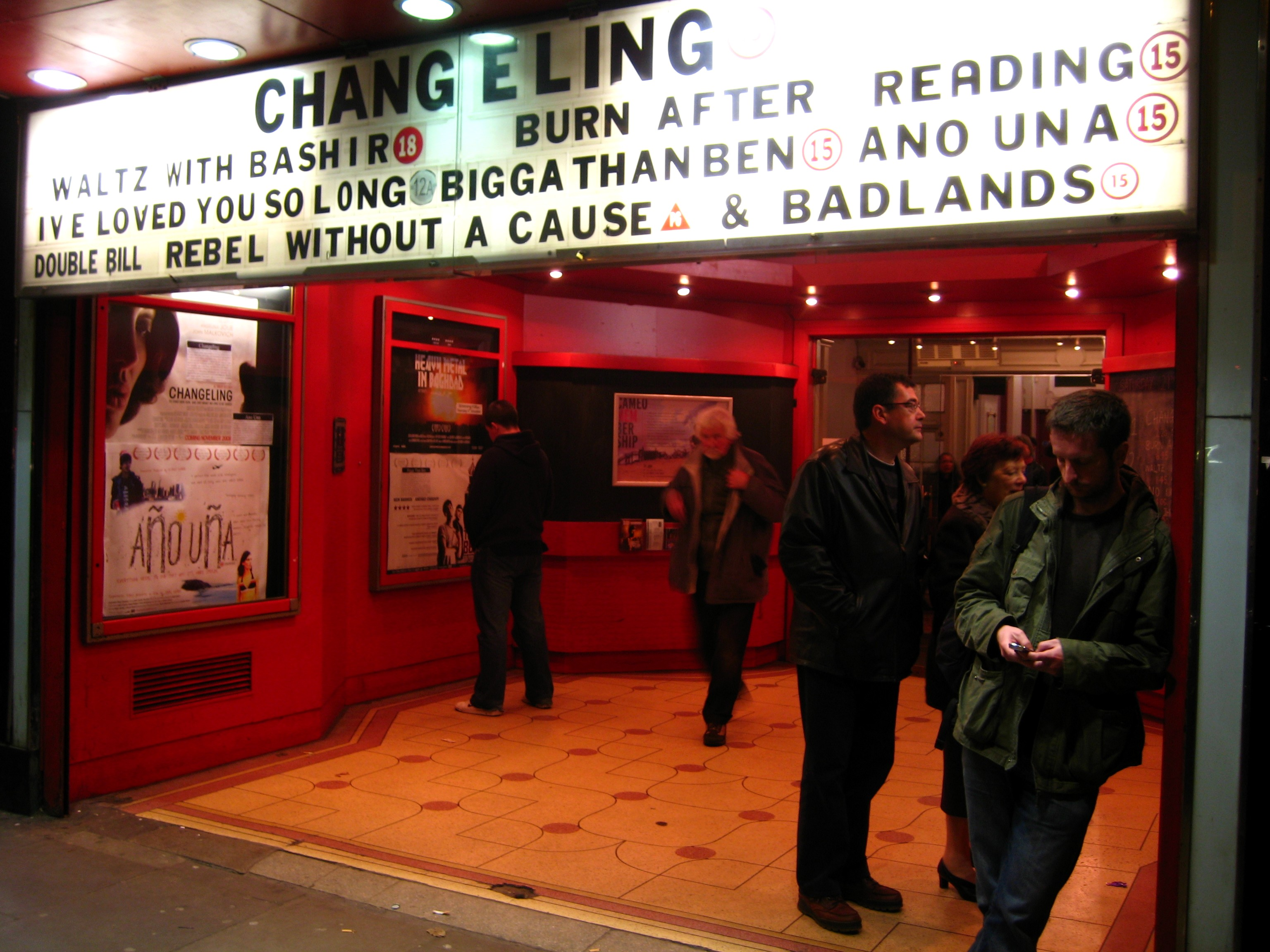
Une salle projetant Changeling, titre original de L'Échange, au Royaume-Uni.

La distribution internationale de L'Échange débute dans quatre pays européens entre le 12 et le 14 novembre 2008, répartie dans 727 salles. Grâce à une critique positive, le film réalise une recette de 1 600 000 $ dans 299 salles en Italie (soit une moyenne de 5 402 $ par copie), et 209 000 $ en Belgique, avec 33 copies. L'Échange débute plus lentement en France où il réalise une recette de 2 800 000 $ durant sa première semaine (avec 417 copies), se positionnant deuxième au top 10 hebdomadaire du box-office. La deuxième semaine française augmente de 27 % pour atteindre 5 400 000 $. Le 23 novembre 2008, le film a réuni près de 8 600 000 $ en dehors des États-Unis. Le week-end du 28 au 30 novembre marque une recette internationale de 4 400 000 $ répartis sur 1 040 copies ; ce chiffre incluant le Royaume-Uni, où l'exploitation du film débute en troisième position au box-office, avec 1 900 000 $ sur 349 salles. Le film a engrangé 1 500 000 $ lors du week-end de trois jours, mais le total est augmenté par la distribution du film deux jours plus tôt avant celle de Madagascar 2. Ce film marque la meilleure première semaine d'exploitation britannique de la filmographie de Clint Eastwood. Durant la deuxième semaine d'exploitation au Royaume-Uni marque une baisse de 27 % à 1 100 000 $. L'Échange remporte finalement 7 600 000 $ au Royaume-Uni et en Irlande.
L'exploitation de L'Échange sur d'autres marchés européens se poursuit en décembre 2008,. Le 8 décembre, le film est projeté dans 1 167 salles sur neuf pays différents, il réalise une recette de 19 100 000 $,. Par la suite, le film est distribué en Espagne le 19 décembre, où il prend la cinquième place du box-office hebdomadaire avec 2 000 000 $ répartis sur 326 salles. De ce fait, le film devient également celui qui a fait la meilleure première semaine parmi tous les films réalisés par Eastwood, en Espagne ; et, après une distribution de six semaines, le film engrange près de 11 000 000 $. En janvier 2009, le film est distribué dans de nouveaux pays, dont l'Allemagne, la Corée du Sud et la Russie. En Allemagne, le film prend la neuvième place du box-office hebdomadaire avec 875 000 $ dans 194 salles. Le film fait par ailleurs un très bon démarrage en Corée du Sud puisqu'il réalise une recette de 450 000 $ dans 155 salles. Et, en Russie, il prend la seconde place du box-office avec 292 000 $, répartis dans 95 salles. Le 26 janvier 2009, le film engrange une recette mondiale de 47 200 000 $ dans 1 352 salles. En Australie, où le film est largement aidé par le bouche à oreille, L'Échange rapporte 3 800 000 $ via 74 salles, après huit semaines d'exploitation. Le film est ensuite distribué au Japon le 20 février 2009, où il prend la tête du top 10 hebdomadaire durant sa première semaine d'exploitation avec 2 400 000 $ répartis sur 301 salles. Après six semaines, le film a engrangé dans ce pays 12 800 000 $. La dernière exploitation importante du film est sa sortie à Mexico le 27 février 2009, où il remporte finalement 1 400 000 $. La recette finale internationale est de 77 300 000 $.

### Distinctions
Outre les récompenses et nominations qui suivent, le National Board of Review a déclaré que L'Échange fait partie des dix meilleurs films de 2008, de même que l'International Press Academy, qui présente chaque année la cérémonie des Satellite Awards. Plusieurs critiques incluent le film dans leur top 10 des meilleurs films de 2008. Anthony Lane du New Yorker le positionne à la seconde place de son classement, le magazine Empire l'a placé quatrième et Rene Rodriguez du Miami Herald le place à la quatrième place de son classement, aux côtés de Gran Torino, de Clint Eastwood également. Le film a par ailleurs été projeté durant le Festival de Cannes 2008.

#### Récompenses
| Année | Cérémonie ou récompense                   | Prix                                                            | Lauréat(es)                                                   |
| ----- | ----------------------------------------- | --------------------------------------------------------------- | ------------------------------------------------------------- |
| 2008  | Satellite Awards                          | Satellite Award de la meilleure actrice dans un film dramatique | Angelina Jolie                                                |
| 2008  | African-American Film Critics Association | Meilleure actrice                                               | Angelina Jolie                                                |
| 2008  | Christopher Award                         | Meilleur film                                                   | Clint Eastwood                                                |
| 2008  | Women Film Critics' Circle Awards         | Prix Adrienne Shelly                                            | Clint Eastwood                                                |
| 2008  | Women Film Critics' Circle Awards         | Meilleur film sur les femmes                                    | Clint Eastwood                                                |
| 2009  | Saturn Award                              | Meilleure actrice                                               | Angelina Jolie                                                |
| 2009  | Visual Effects Society Awards             | Outstanding Matte Paintings                                     | Romain Bayle, Abel Milanes, Lee Allan et Debora Dunphy        |
| 2009  | Visual Effects Society Awards             | Outstanding Supporting Visual Effects                           | Michael Owens, Geoffrey Hancock, Jinnie Pak et Dennis Hoffman |

#### Nominations
| Année | Cérémonie, récompense ou festival | Prix                                                    | Nommé(es)                                                    |
| ----- | --------------------------------- | ------------------------------------------------------- | ------------------------------------------------------------ |
| 2008  | Festival de Cannes                | Sélection officielle, en compétition pour la Palme d'or | Clint Eastwood                                               |
| 2008  | Chicago Film Critics Association  | Meilleure actrice                                       | Angelina Jolie                                               |
| 2008  | Satellite Awards                  | Meilleure photographie                                  | Tom Stern                                                    |
| 2009  | Oscar                             | Meilleure actrice                                       | Angelina Jolie                                               |
| 2009  | Oscar                             | Meilleure photographie                                  | Tom Stern                                                    |
| 2009  | Oscar                             | Meilleure direction artistique                          | James J. Murakami et Gary Fettis                             |
| 2009  | Golden Globes                     | Meilleure actrice dans un film dramatique               | Angelina Jolie                                               |
| 2009  | Golden Globes                     | Meilleure musique de film                               | Clint Eastwood                                               |
| 2009  | BAFTA                             | Meilleure actrice dans un rôle principal                | Angelina Jolie                                               |
| 2009  | BAFTA                             | Meilleur réalisateur                                    | Clint Eastwood                                               |
| 2009  | BAFTA                             | Meilleure photographie                                  | Tom Stern                                                    |
| 2009  | BAFTA                             | Meilleurs costumes                                      | Deborah Hopper                                               |
| 2009  | BAFTA                             | Meilleur montage                                        | Joel Cox et Gary D. Roach                                    |
| 2009  | BAFTA                             | Meilleur scénario                                       | Joseph Michael Straczynski                                   |
| 2009  | BAFTA                             | Meilleure direction artistique                          | James J. Murakami et Gary Fettis                             |
| 2009  | BAFTA                             | Meilleur son                                            | Walt Martin, Alan Robert Murray, John Reitz et Gregg Rudloff |
| 2009  | Empire Awards                     | Meilleure actrice dans un rôle principal                | Angelina Jolie                                               |
| 2009  | Empire Awards                     | Meilleur thriller                                       | Clint Eastwood                                               |
| 2009  | Saturn Awards                     | Meilleur film d'action, d'aventure ou thriller          | Clint Eastwood                                               |
| 2009  | Saturn Awards                     | Meilleur réalisateur                                    | Clint Eastwood                                               |
| 2009  | Saturn Awards                     | Meilleure musique                                       | Clint Eastwood                                               |
| 2009  | Saturn Awards                     | Meilleurs costumes                                      | Deborah Hopper                                               |
| 2009  | Saturn Awards                     | Meilleur scénario                                       | J. Michael Straczynski                                       |
| 2009  | Art Directors Guild               | Meilleure direction artistique                          | James J. Murakami                                            |
| 2009  | Critics Choice Awards             | Meilleure actrice                                       | Angelina Jolie                                               |
| 2009  | Critics Choice Awards             | Meilleur compositeur                                    | Clint Eastwood                                               |
| 2009  | Critics Choice Awards             | Meilleur film                                           | Clint Eastwood                                               |
| 2009  | Casting Society of America        | Artios,                                                 | Ellen Chenoweth                                              |
| 2009  | Costume Designers Guild Awards    | CDG Award                                               | Deborah Hopper                                               |
| 2009  | Irish Film and Television Awards  | Meilleure actrice internationale                        | Angelina Jolie                                               |
| 2009  | London Film Critics Circle        | Meilleure actrice de l'année                            | Angelina Jolie                                               |
| 2009  | London Film Critics Circle        | Meilleur réalisateur de l'année                         | Clint Eastwood                                               |
| 2009  | Screen Actors Guild Award         | Meilleure actrice dans un rôle principal                | Angelina Jolie                                               |
| 2009  | Teen Choice Awards                | Meilleure actrice dans un film dramatique               | Angelina Jolie                                               |
| 2009  | Rembrandt Award                   | Meilleure actrice internationale                        | Angelina Jolie                                               |

## Analyse

### Thèmes

#### L'impuissance de la femme

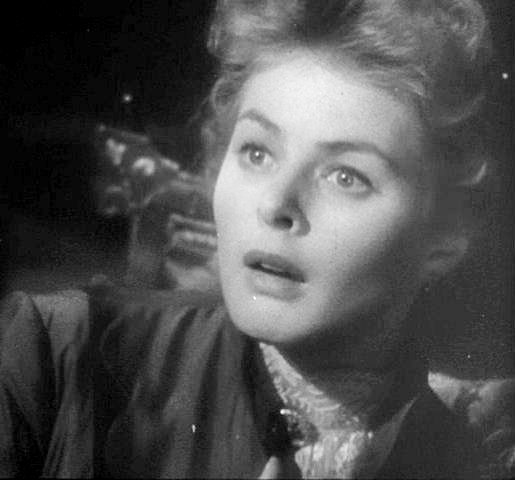
Ingrid Bergman dans Hantise, dans un rôle comparable à celui d'Angelina Jolie dans L'Échange.

L'histoire de L'Échange débute par un enlèvement, mais évite largement de se focaliser sur un drame familial pour se concentrer plutôt sur le portrait d'une femme dont les désirs d'indépendance sont vus comme une menace pour une société dominée par les hommes,. Le film dépeint le Los Angeles des années 1920 comme une ville dans laquelle le jugement des hommes prime et où les femmes sont qualifiées d'« hystériques et instables » si elles osent remettre cela en question. La critique Prairie Miller considère que le film, à travers le portrait du courage féminin, était « à peu près aussi féministe que ce que Hollywood était capable de produire » et qu'il avait ainsi été victime d'un certain dédain sexiste. Elle compare le sexisme dont les femmes sont victimes dans le film à celui qui visait celles qui prétendaient à une haute charge politique en 2008 (telles que Sarah Palin ou Hillary Clinton). Miller soupçonne que les attitudes envers les femmes indépendantes et ambitieuses n'ont pas changé de façon significative entre la période évoquée par L'Échange et celle contemporaine de sa création : Collins défie les attentes culturelles créées par les hommes qui pensent que les femmes ne sont pas aptes à des carrières professionnelles et sont punies pour ce genre d'ambition. D'autres films d'Eastwood avaient déjà un aspect féministe : Sur la route de Madison, Million Dollar Baby.
Le portrait d'une femme vulnérable dont l'état mental est manipulé par les autorités rappelle le traitement du personnage qu'interprète Ingrid Bergman dans Hantise (1944), qui se demandait aussi si elle était folle,. Eastwood montre des photographies qui illustrent le personnage de Collins souriant en compagnie de l'enfant dont elle sait que ce n'est pas le sien. Comme beaucoup d'autres femmes jugées dérangeantes à cette époque, Collins est forcée à être détenue secrètement dans une institution psychiatrique. Le film montre que la psychiatrie est devenue à cette époque un outil des politiques relatives à la condition féminine, seulement quelques années après que le droit de vote des femmes a été accordé aux États-Unis par le XIXe amendement de la Constitution (1920). Alors que les femmes cessaient légalement d'être des citoyens de seconde zone et commençaient à revendiquer leur indépendance, les institutions, gérées par la gent masculine, ont utilisé les maisons psychiatriques pour rendre les femmes impuissantes. Comme d'autres femmes indociles, Collins est sujette à un traitement médical créé dans le but de détruire son esprit et la contraindre à l'obéissance. Le film cite le témoignage du psychiatre qui a traité Collins. Eastwood a déclaré que ce témoignage prouvait à quel point les femmes étaient victimes de préjugés, et que le comportement de la police reflétait la manière dont les femmes étaient vues à cette époque. Il cite les mots de l'officier qui a envoyé Collins en maison psychiatrique : « il y a quelque chose de mauvais en vous. Vous êtes une femme indépendante. Cette époque ne pouvait accepter [cela] »,.
Le film d'Eastwood est porté sur l'absence de la paternité. Le film dénonce le patriarche pour mettre en avant la femme comme vraie valeur de l'Amérique.

#### La corruption de la hiérarchie politique et policière

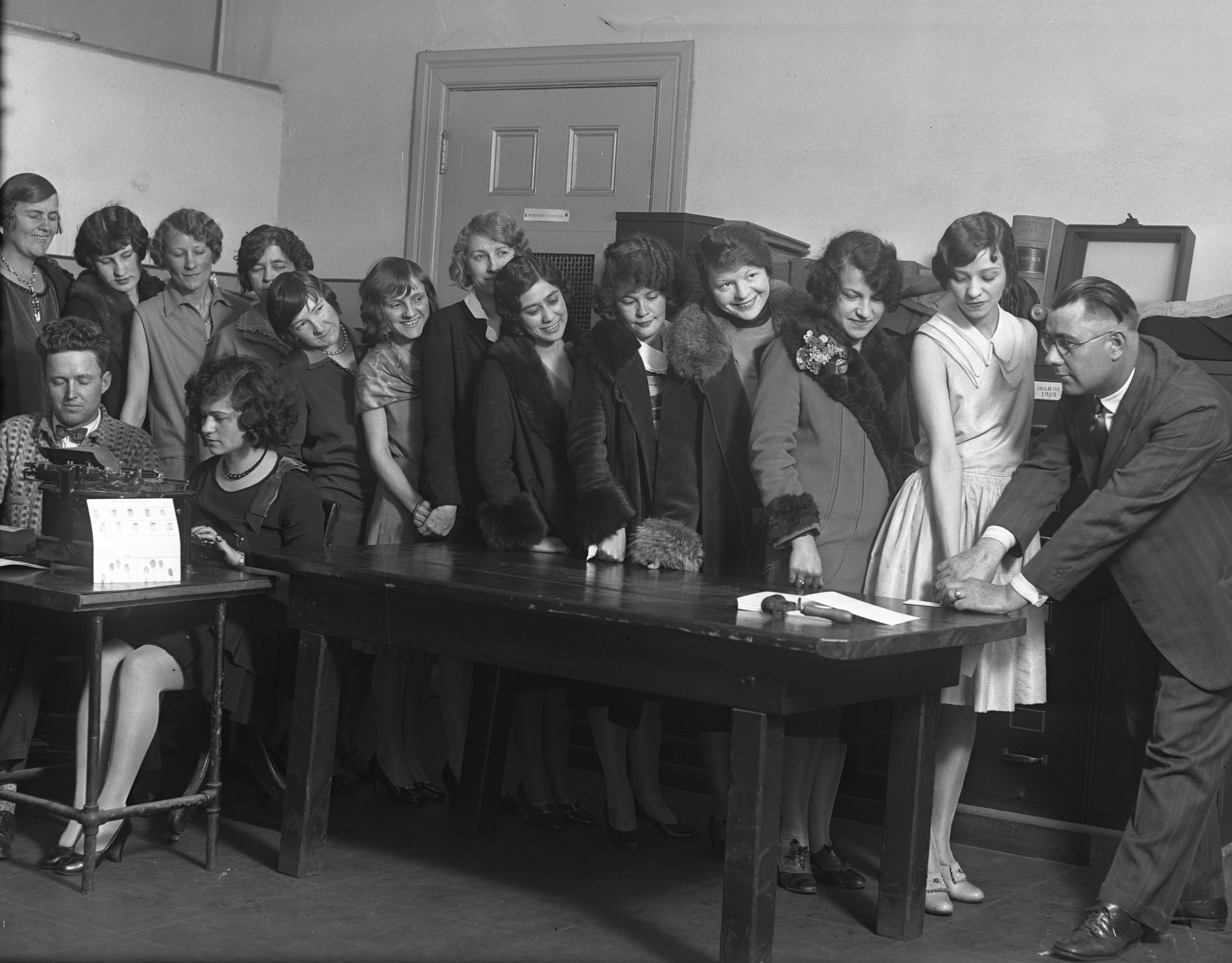
Fichage des employées du Département de police de Los Angeles en 1928.

Les visions romantiques des années 1920 qui les assimilent à une période d'innocence sont laissées de côté au profit d'une peinture d'un Los Angeles gouverné par des infrastructures politiques despotiques, trempées dans la corruption sadique et systématique, de la part du pouvoir local, des forces de police et même des structures médicales,,. En plus d'être un drame kafkaïen sur la recherche d'un enfant perdu,, le film se focalise aussi sur des sujets relevant d'une époque plus récente. Eastwood a fait remarquer la corrélation entre la corruption des années 1920 et celle de l'époque contemporaine, qui se manifeste dans les égos d'une police qui croit ne pas pouvoir avoir tort et dans la façon dont certaines organisations puissantes justifient l'utilisation de la corruption. Selon les propos du réalisateur : « [le] département de police de Los Angeles semble de temps en temps se diriger vers une période de corruption. Cela est aussi arrivé dans les années récentes… donc c'était bon de commenter [cela] en revenant sur des évènements réels de 1928 »,. Eastwood a fait remarquer que Los Angeles avait toujours été vu comme une ville « glamour » mais qu'il pensait qu'il n'y avait jamais eu d'« âge d'or » pour la ville. Dans L'Échange, cette dissonance se manifeste par les actions d'Arthur Hutchins, qui voyage vers la ville dans l'espoir de rencontrer son acteur préféré. Selon Eastwood, étant donné la corruption que l'histoire montre, la naïveté de Hutchins semble « bizarre ». Comme une leçon d'activisme démocratique, le film montre ce que cela permet de provoquer les gens pour parler contre une autorité qui ne connaît pas la moindre opposition, sans se préoccuper des conséquences. Richard Brody, du New Yorker, a fait remarquer que ceci était aussi vrai pour le Los Angeles de 1928 qu'il l'a été en Pologne dans les années 1980 ou au Pakistan en 2008. Le film cite directement le chef de police James E. Davis : « nous tiendrons un procès contre les bandits de Los Angeles. Je les veux morts, pas vivants, et je réprimanderai tout officier qui montrera la plus petite preuve de pitié envers un criminel »,. Le film compare les excès de la police au vigilantisme du Ku Klux Klan des années 1920, quand la « Gun Squad » (littéralement la brigade des fusils) s'occupait des exécutions illégales de criminels, non pas pour éliminer le crime, mais la concurrence. La pression exercée par la hiérarchie policière motivait suffisamment les officiers pour qu'ils règlent rapidement le cas de la disparition de Walter Collins, et s'avérait être une raison possible pour qu'ils aient ignoré le fait qu'ils n'avaient pas rendu le bon enfant.

« Ne commence jamais une bagarre mais finis-la toujours ! »

— Christine Collins, L'Échange
Dans un certain sens, L'Échange dépasse la simple vision du Los Angeles des années 1920 dans sa retranscription de la corruption des forces de l'ordre et du pouvoir qui ne cède rien à personne, dénonçant la façon dont ce pouvoir survit grâce à l'élimination de l'opposition. Certains critiques, tels que Jacques Coulardeau, voient à travers ce film un résumé des dix dernières années que le monde a vécu : « Clint Eastwood nous livre sa vision des dix ans que nous venons de vivre et nous annonce comment peut-être on peut en sortir ». De ce point de vue, il semble que la solution soit simple à entrevoir : mener à terme une bataille qu'on n'a pas commencée, mais que l'on nous l'impose, comme le fait Christine Collins ; c'est d'ailleurs ce discours qu'elle tient tout au long du film à Walter, son fils. L'Échange met en effet en scène une rébellion contre le pouvoir en place grâce à un rassemblement de manifestants devant le Los Angeles City Hall, lors du procès contre la police et Gordon Northcott. Dans cette scène, le réalisateur utilise les stratifications de l'image : les personnages montent des marches lorsqu'on leur impose un changement et les descendent lorsqu'ils sont libérés, en guise d'impuissance face à la corruption. De plus, à la fin du film, alors que la conclusion semble permettre la résolution de tout problème, Collins prouve à quel point l'aide de quelques personnes lui a permis d'abattre ce pouvoir corrompu. Ses dernières paroles se rapportent à l'espoir, celui de retrouver son fils. Ce terme, « espoir », peut prendre toute sa valeur si on l'assimile à la réalité actuelle, et les diverses crises et guerres des années 2000,,,. Par ailleurs, les citoyens sont représentés à travers un avocat qui se propose gratuitement d'aider Christine Collins pour faire valoir ses droits fondamentaux, ceux que lui garantit la constitution américaine.
Christine Collins incarne donc une « héroïne classique qui affronte un monstre moderne », monstre incarné par le capitaine Jones, de la LAPD. Ce dernier représente au plus haut point la corruption, il devient le méchant lisse, sans affect, indestructible. Ainsi, la société américaine demande à ses citoyens d'échanger leur liberté pour de la tranquillité. Si Mémoires de nos pères (2006), d'Eastwood également, était une réflexion sceptique et désenchantée sur l'imperfection de la démocratie américaine, L'Échange est à la fois un thriller et un appel pressant à la résistance.

#### Réflexion sur le cinéma

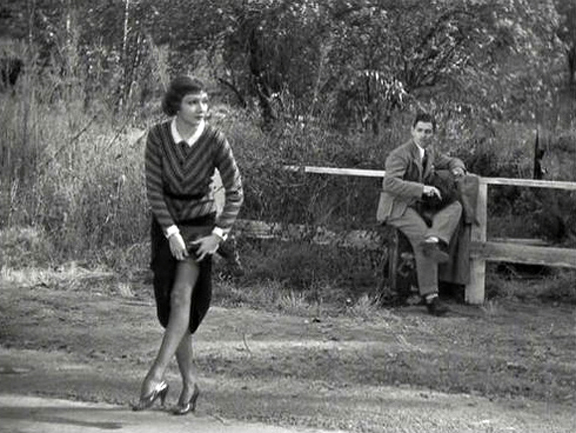
New York-Miami, dont la victoire aux Oscars est certaine, selon Christine Collins.

L'action de L'Échange se déroule à Los Angeles, la « cité hollywoodienne ». Eastwood y met en liaison une réflexion politique, mais également une réflexion sur le cinéma. La première d'entre elles est réparée par la seconde. Pour cela, le film s'ouvre et se termine par deux plans parallèles. Le premier est un panoramique qui descend sur le Los Angeles de 1928, d'abord en noir et blanc pour se fondre vers la couleur. Le deuxième est à l'inverse, colorée, puis noir et blanc, sur le Los Angeles de 1935, avec, en arrière plan, un cinéma qui diffuse New York-Miami (le vainqueur aux Oscars). Le film fait d'ailleurs de multiples références au cinéma, avec l'évocation du serial Le Mystérieux chevalier volant, de Charlie Chaplin, de Tom Mix, de New York-Miami (et de deux autres films en compétition avec ce dernier : Cléopâtre et L'Introuvable). À travers les deux plans évoqués, le cinéma et la vie se confondent, le cinéma prend le relais de la vérité pour la réécrire à sa manière, le spectateur en sort plus fort. Dès le début du film, le générique annonce « une histoire vraie », alors que l'histoire réelle, les meurtres du poulailler de Wineville, n'est qu'une trame narratrice. Dans le film, Christine Collins ne sait pas ce qui est arrivé à son fils, après l'exécution de Gordon Northcott, mais elle garde espoir : son fils aurait réussi à s'échapper. Les faits réels montrent que l'affaire de Collins est entièrement occultée par la Grande Dépression. La conclusion originale a été modifiée. Le spectateur qui sort de la salle comme Collins qui sort du commissariat, peut se dire — de la même manière que les dernières paroles de Walter Collins — « je n'ai pas peur du noir, et je n'ai peur de rien ». Les traumatismes de l'histoire et de la peur sont raccommodés par Eastwood à travers son film. Dans Mémoires de nos pères, Eastwood explicite les plis secrets de l'histoire ; avec L'Échange, il creuse derrière un lumineux portrait de femme, avec toute la désespérance humaine et sociale qui l'accable, à la différence de Mystic River qui interroge sur les fondements de la naissance des États-Unis.

#### La violence et l'enfance
L'Échange s'insère dans un ensemble de films récents de Clint Eastwood qui abordent le thème de la parentalité, et plus largement de la recherche de la famille. Le film rend concret la difficulté qu'ont les parents à communiquer avec leurs enfants. Il peut aussi être vu comme une variation de l'éthique des « films de vengeance » d'Eastwood ; dans ce cas, le cri de vengeance est incarné par une femme courtoise qui fait preuve d'une seule éruption de grossièreté. Eastwood avait déjà abordé les thèmes de l'enfance en danger dès 1993 dans Un monde parfait puis dans Mystic River en 2003, également présenté au Festival de Cannes. L'Échange est un compagnon thématique de Mystic River,, qui décrivait aussi une communauté contaminée par un acte violent et isolé envers un enfant, une comparaison que valida Eastwood. Le réalisateur a remarqué que montrer un enfant en danger était « à peu près la forme la plus forte du drame qu'on peut avoir » puisque les crimes perpétrés envers eux lui semblaient la chose la plus horrible qui soit. Eastwood a expliqué que de tels crimes étaient un vol de vies et d'innocence. Selon lui, « lorsqu'[un crime] atteint une telle importance, vous vous posez des questions sur l'humanité. Je me surprends toujours de voir à quel point l'humanité peut être cruelle »,.
Eastwood aborde aussi les thèmes de la violence et de l'enfance à travers celui de la peine de mort, que le réalisateur avait déjà développé dans Jugé coupable (1999). Samuel Blumenfeld, dans Le Monde, a affirmé que la scène d'exécution de Northcott par pendaison était « insupportable » à cause de l'attention portée aux détails ; selon lui, il s'agit d'une des formes les plus convaincantes que l'on puisse imaginer pour plaider contre la peine de mort. Eastwood a noté que, pour un partisan de la peine capitale, Northcott était le candidat idéal, et que dans un monde parfait, la peine de mort devrait être une punition appropriée pour un tel crime. Selon lui, les crimes envers les enfants devraient être en tête de liste des justifications de l'existence de la peine de mort, mais que si l'on est pour ou contre la peine capitale, la barbarie des exécutions publiques doit être reconnue. Eastwood a soutenu qu'en mettant le coupable devant les familles de victimes, la justice devrait être rendue, mais après un tel spectacle, une famille devrait avoir du mal à trouver la paix. Le réalisme de la scène d'exécution est délibéré : le public entend le craquement du cou de Northcott, les balancements de son corps et les tremblements de ses pieds. C'était dans l'intention d'Eastwood de rendre cette scène insupportable à voir. La mise en scène de cette séquence ressemble par ailleurs beaucoup à celle de la pendaison du personnage de Selma interprété par Björk dans Dancer in the Dark (2000) de Lars von Trier.

### Erreurs

Un téléphone sans « sonneur » (fin des années 1910).

L'Échange contient plusieurs erreurs. Parmi elles, on retrouve des erreurs d'anachronisme. L'histoire se déroule dans les années 1920. Or, une femme est montrée en train de recevoir un traitement sismothérapique (traitement aux électrochocs) dans la scène de l'hôpital. Pourtant, ce procédé ne devient pas un traitement psychiatrique avant 1937, et il n'est introduit aux États-Unis qu'en 1940. De la même manière, lorsque l'on découvre la prison de San Quentin, où est détenu Gordon Northcott, on peut apercevoir une antenne parabolique sur le toit de cette dernière, or ce type d'antenne n'existait pas à cette époque. Un troisième anachronisme est présent dans le film : Angelina Jolie est montrée à deux reprises en train de téléphoner dans sa maison, avec deux modèles différents à chaque fois. Or, avant qu'elle ne réponde, le téléphone sonnait. Toutefois, dans les années 1920, les téléphones ne pouvaient pas sonner s'ils n'étaient pas liés à un « sonneur », généralement placé dans une grosse boîte qui était accrochée au mur,. Les sonneurs intégrés sont apparus un peu plus tard. Dans le film, aucun sonneur n'apparaît. De plus, le soir de sa disparition, Walter Collins souhaitait écouter une émission de Amos 'n' Andy, alors que le premier épisode de la série a été diffusé le 19 mars 1928, soit dix jours après que le jeune enfant a disparu. Pour finir, en 1935, Christine Collins et ses amis parlent de la diffusion de la cérémonie des Oscars à la radio alors qu'à cette époque, elle n'était pas diffusée.
Le film contient également des erreurs de continuité. L'une d'entre elles a lieu lorsque le détective Ybarra montre à Sanford Clark les images d'enfants disparus : celle de Walter Collins apparaît d'abord froissée, puis, dans les plans suivants, la photographie est à nouveau comme neuve. D'autre part, alors qu'elle est enfermée dans l'hôpital psychiatrique, Christine Collins est assise à une table, à côté d'une femme qui est en train de boire un verre. Lorsque l'angle de vue change, le verre est posé sur la table. Une autre erreur de continuité apparaît alors que le faux Walter est photographié avec Christine et une femme en arrière-plan. Plus tard dans le film, un journal est montré à l'hôpital psychiatrique, pour libérer Christine ; il contient la photographie du faux Walter, mais la femme a disparu. Une autre erreur de continuité apparaît dans la scène où Sanford Clark déterre les ossements des enfants tués par Gordon Northcott. Sanford a un côté de sa salopette déboutonné, initialement, puis, ce côté est boutonné, puis déboutonné et enfin reboutonné selon l'angle de vue de la scène.
Le film contient aussi une erreur sur le personnage du faux Walter. Au début, alors que Christine Collins le mesure, il est de trois pouces plus petit que son fils. Plus tard, durant l'audience au tribunal, nous entendons un témoignage qui annonce que ce garçon serait de quatre pouces plus petit que le vrai Walter. Lorsque Christine Collins se réveille, le matin, il est possible d'apercevoir sur son bras gauche le tatouage d'Angelina Jolie. Enfin, le capitaine Jones se présente comme originaire de la Lincoln Park Juvenile Division — qui n'existe pas — alors qu'il vient en fait de Lincoln Heights, une banlieue de Los Angeles.

## Éditions en vidéo
L'Échange est sorti en Blu-ray, DVD et vidéo à la demande le 17 février 2009 aux États-Unis,, le 30 mars 2009 au Royaume-Uni et le 2 juin 2009 en France. Une semaine après sa sortie, L'Échange est classé quatrième des ventes vidéos avec 281 000 disques vendus et 4 600 000 $ de recette dans le monde. Après un mois en distribution, le film quitte le top 10 international des ventes avec une recette de 10 100 000 $ au total. Comme l'indiquent les derniers chiffres, 762 000 disques ont été vendus, soit 12 638 223 $ de recette. La sortie en DVD inclut deux bonus intitulés « Clint Eastwood et Angelina Jolie : une association parfaite » — qui montre les coulisses du tournage, raconte l'écriture du scénario et traite de la préparation et des techniques de tournage — et « Quand Angelina Jolie devient Christine Collins » — un portrait d'Angelina Jolie et de son immersion dans le personnage de la véritable Christine Collins. Le Blu-ray, quant à lui, inclut deux éléments supplémentaires : « Archives » — qui traite des faits historiques relevés dans le Los Angeles Times — et « Los Angeles : Avant et Après » — qui montre comment les techniciens ont réalisé les décors alors que le Los Angeles actuel a beaucoup évolué depuis les années 1920.